# Lucca Comics & Games

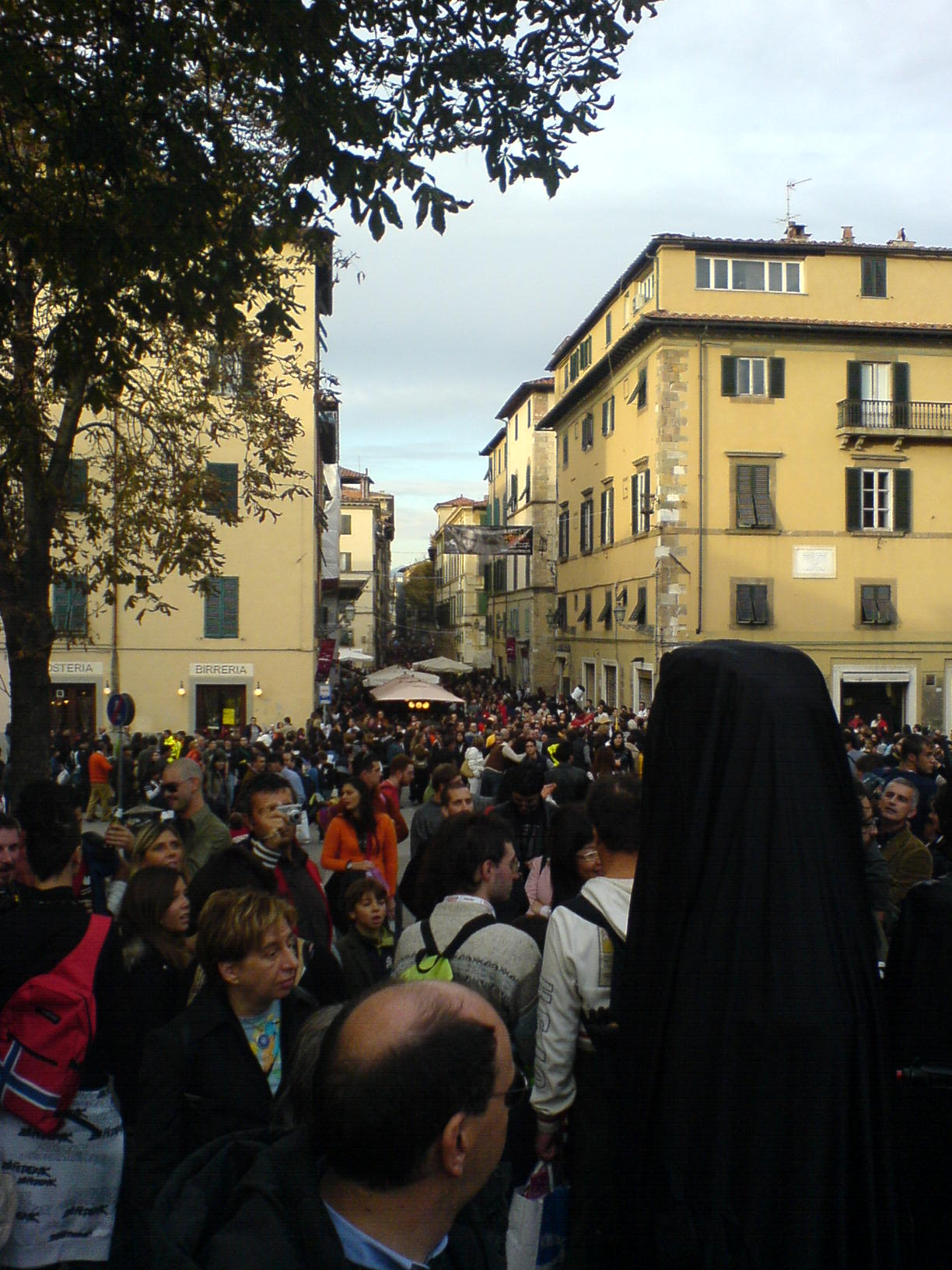
Visitatori in Via Vittorio Veneto durante l'ultimo giorno dell'edizione 2007

Lucca Comics & Games è una fiera internazionale dedicata al fumetto, all'animazione, ai giochi (di ruolo, da tavolo, di carte), ai videogiochi e all'immaginario fantasy e fantascientifico, che si svolge a Lucca in Toscana, nei giorni tra fine ottobre e inizio novembre. È considerata la più importante rassegna europea del settore e la seconda al mondo, dopo il Comiket di Tokyo.

## Storia

### Le edizioni lucchesi delSalone Internazionale dei Comics
A dare il via alla tradizione fumettistica della città di Lucca fu la decisione di ospitare, nel 1966, la seconda edizione del Salone Internazionale dei Comics (la prima si era svolta l'anno precedente a Bordighera). Nel 1968, si registrò la nascita dell'associazione culturale Immagine-Centro di Studi Iconografici, organizzazione privata che godeva del patrocinio dall'Università di Roma, al cui ruolo di direttore viene posto Rinaldo Traini (il più stretto collaboratore di Romano Calisi); scopo dell'associazione, tra le altre cose, è quello di organizzare il Salone. Dopo la XII edizione del 1976 venne deciso di trasformare la manifestazione in biennale. Nel 1986 la XVII edizione del Salone venne scaramanticamente ribattezzata "Lucca ventanni", dato che ricorreva anche il ventennale della presenza del Salone in città. Seguì un breve periodo di crisi, a causa di problemi inerenti al finanziamento che il comune (che copriva i costi della mostra) era in grado di mettere a disposizione, che causò l'annullamento della prevista XVIII edizione del 1988.
Nel 1989 divenne operativo l'Ente autonomo Max Massimino Garnier, dedicato all'omonimo autore, morto nel 1985. L'ente riuniva diverse realtà, tra cui alcune pubbliche amministrazioni, oltre all'Immagine-Centro di Studi Iconografici, che cedette all'ente tutti i marchi e la documentazione raccolta nei 25 anni del salone. Il ritorno a eventi aperti a tutto il pubblico avvenne con una mostra mercato della primavera 1990, a cui seguì il XVIII salone nell'ormai abituale edizione autunnale. In quell'anno venne anche decisa l'introduzione del biglietto per i visitatori.
Le mostre mercato primaverile e autunnale, indipendenti dalla presenza Salone, vennero replicate nel 1991 e nella primavera del 1992. In quest'ultimo anno venne organizzata la XIX edizione del salone, che dedica particolare spazio alle produzioni della Walt Disney. Ad aprile del 1992 venne organizzato uno dei primi tornei nazionali di Dungeons & Dragons. Questa fu l'ultima edizione del salone ospitata dalla città toscana: secondo quanto affermato da Traini, il Comune di Lucca non era più in grado di sostenere le spese per la manifestazione, neppure considerando le entrate garantite dal buon successo delle mostre mercato, che ne alleggerivano l'onere finanziario.

### Lucca Comics & Games
Il Comune di Lucca, tramite l'Ente autonomo Max Massimino Garnier, decise comunque di continuare a organizzare le mostre mercato con cadenza semestrale. La nuova manifestazione, che prese il posto del Salone, venne inaugurata nel 1993 come Lucca Comics (soltanto nel 1995 assunse la denominazione Lucca Comics & Games); la manifestazione è andata crescendo come importanza di edizione in edizione; già in quell'anno nacque in seno a Lucca Comics l'area Games: originata dall'intento iniziale di dare spazio a un settore commerciale (quello del gioco) vicino a quello del fumetto per clientela e contenuti, sin dall'inizio si caratterizza per la presenza di iniziative non unicamente riguardanti il mondo commerciale, ma esplicitamente rivolte ad aggiungere attrattiva per il pubblico al di là degli espositori commerciali. Infatti con il progredire degli anni, vengono progressivamente introdotte sempre più attività come concorsi, tornei e aree dedicate, curate direttamente dall'organizzazione e svincolate dagli espositori commerciali.
Nella primavera del 1994 per motivi di sicurezza venne ritardata di un giorno l'apertura della mostra per apparenti mancanze nei sistemi di sicurezza del Palazzetto dello Sport, ossia il padiglione più grande all'interno dell'area dove la manifestazione si teneva all'epoca. Pochi mesi dopo, nel maggio del 1994 avvenne la separazione ufficiale tra Immagine-Centro di Studi Iconografici e l'Ente autonomo Max Massimino Garnier, con un accordo che fece rientrare in possesso della prima: il nome, tutti i marchi, i premi e la documentazione relativa al Salone, che da quel momento venne organizzato a Roma, ospitato dalla manifestazione Expocartoon.

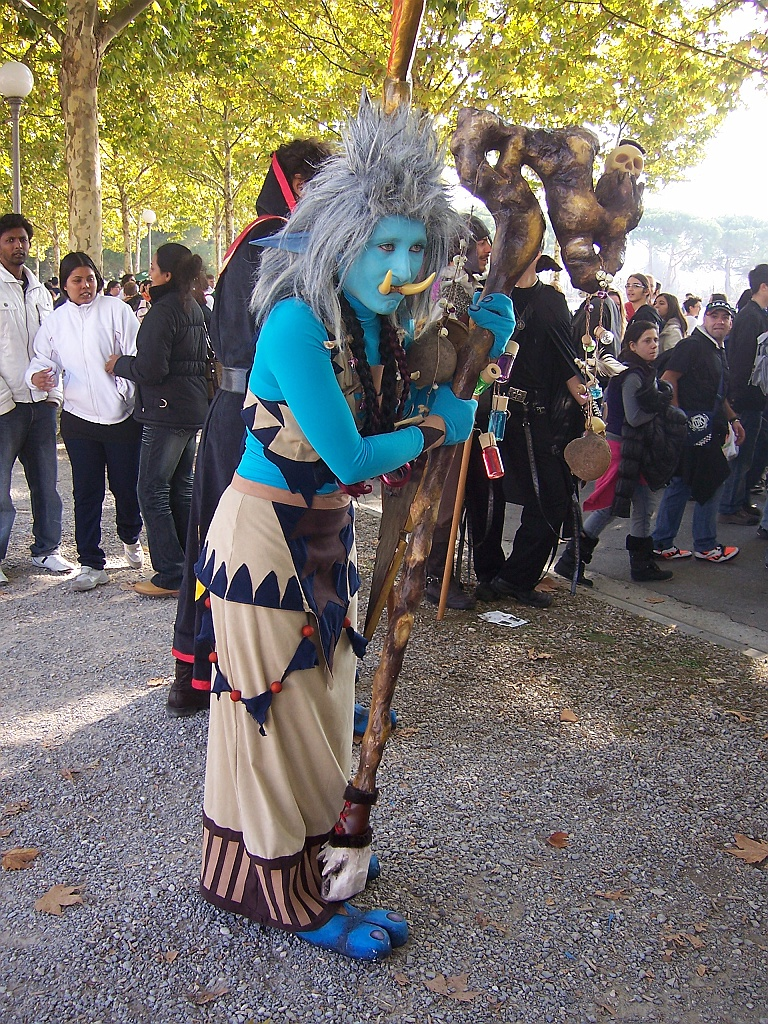
Cosplay di un troll della serie Warcraft a Lucca 2011

Nell'ambito dei Games, all'originale torneo di Mastering, il Trofeo Grog per la pittura di miniature e il premio per il Miglior Gioco Inedito (oltre al premio Best of Show per il miglior gioco commerciale), si aggiungono nel 1995 Giochi di Ruolo Senza Frontiere e Campionato a Squadre di Giochi di Ruolo che tutt'oggi continua sotto il nome di Ruolimpiadi. È invece con l'edizione del 1998 che apre i battenti lo Spazio Performance, dedicato alla pittura dal vivo da parte degli artisti ospiti. L'anno 2000 vede invece l'esordio dell'Indipendence Bay, area dedicata al fandom e all'autoproduzione.
Dall'edizione 1996 viene organizzata anche Lucca Junior, area della fiera destinata a un pubblico più giovane.
Dal 1997 al 1999, nelle sei edizioni sotto la Direzione Culturale di Luca Boschi, viene lanciata la sezione Alter Vox, dedicata alle proposte nuove e alternative nell'ambito del Fumetto e dell'Illustrazione. In questa circostanza ha luogo anche la prima mostra dedicata a Gipi.
Nell'edizione primaverile del 1999 viene lanciato il primo Cosplay Contest all'interno di una manifestazione italiana di fumetti.
Nell'edizione 2000 avvenne un nuovo cambio di gestione, che dall'Ente autonomo Max Massimino Garnier passa direttamente al comune, il quale affidò la manifestazione a uno degli ideatori dell'area Games, Renato Genovese (lui stesso era stato membro di Immagine fino al 1988), non senza attriti tra la vecchia e la nuova gestione, mentre la fiera divenne annuale, perdendo l'edizione primaverile. Sempre nel 2000 viene introdotto per la prima volta il palco per il concorso del cosplay.
A partire dall'edizione 2006, in occasione dei 40 anni dalla nascita della rassegna e per la prima volta dal 1982, la posizione di tutta la fiera è stata spostata nel centro della città, all'interno della cinta muraria lucchese, piuttosto che presso l'area fieristica di via delle Tagliate.
L'edizione 2008 ha visto l'esordio di Lucca Games Educational e del Prototype Review Corner: la prima è una nuova sezione della manifestazione, che ne raccoglie i seminari e le attività didattiche, mentre il secondo permette agli autori dilettanti, che lo vogliano, di presentare ad autori ed editori un prototipo di gioco da loro sviluppato per una valutazione.
Con l'edizione 2014 nasce la Via dei Comics, un camminamento o un muro (non ancora identificato fisicamente) dedicato al Lucca Comics & Games dove ogni anno i grandi artisti presenti alla manifestazione lasciano l'impronta delle proprie mani, sulle stile della Walk of Fame hollywoodiana. Nella prima edizione sono stati inseriti Ciruelo, Gipi, Leo Ortolani, Masakazu Katsura, Tiziano Sclavi, Robert Crumb, Gilbert Shelton e Silver.
Nel 2016 la manifestazione ha raggiunto la 50ª edizione, celebrata da un francobollo commemorativo emesso il 28 ottobre 2016 e illustrato dal fumettista Zerocalcare. Inoltre, la fiera venne prolungata di un giorno, contando dunque cinque giorni di manifestazione. Questa formula verrà mantenuta anche per le edizioni successive.
Nell'estate del 2020, a seguito dell'emergenza sanitaria da nuovo Coronavirus, l'amministrazione rilasciò un comunicato, annunciando un'edizione alternativa alla tradizionale fiera, chiamata Lucca Changes. Infatti per questa edizione non ci furono stand e padiglioni nel centro storico, ma solo eventi in un numero ristretto di edifici e di trasmissioni attraverso varie piattaforme multimediali, oltre alla collaborazione con i negozi specializzati nel settore sparsi per l'Italia (i cosiddetti "Campfire").

## Organizzazione
La "caccia al Macaluso" è l'evento con cui tradizionalmente si chiude la fiera. Si tratta di un evento goliardico riservato al solo staff della fiera e non aperto al pubblico, ma che ha tuttavia ottenuto una notorietà tale da essere riportato da diverse fonti e citato ne La canzoncina di Lucca Comics & Games. In conclusione dell'ultimo giorno di fiera, Alberto Macaluso, un membro dello staff di Lucca Comics & Games srl "dichiarato" mascotte della fiera già dal 1993, viene letteralmente inseguito all'interno del padiglione dell'area Games, ed una volta preso, legato e imbavagliato, viene data la possibilità ad alcuni degli autori ospiti dell'evento di eseguire disegni o autografi direttamente sul suo corpo. Renato Genovese, direttore di Lucca Comics & Games srl, ha confermato che persino gli autori stranieri ospiti della manifestazioni spesso chiedono di poter assistere alla caccia al Macaluso, non appena scesi dall'aereo.
L'evento viene organizzato annualmente dalla Società a responsabilità limitata Lucca Crea, istituita nel 2016 in seguito alla fusione fra la precedente organizzatrice Lucca Comics & Games e la Lucca Fiere e Congressi. In precedenza l'evento era curato direttamente dal Comune di Lucca. Presidente di Lucca Crea è Mario Pardini, mentre il direttore della manifestazione è Emanuele Vietina.
In anni recenti, Lucca Comics & Games ha organizzato anche altri eventi legati al mondo del fumetto e dell'animazione. Nel 2008 e nel 2009 si è tenuto Lucca Animation, concorso internazionale dedicato al cinema d'animazione. La prima edizione si è tenuta dal 22 al 26 aprile, mentre la seconda dal 28 ottobre al 1º novembre in concomitanza di Lucca Comics & Games. Dal 25 al 27 aprile 2008 è stato organizzato Lucca Collezionando, mostra mercato dedicata al fumetto raro e da collezione.
A marzo 2012 è stato fondato il Comitato Lucca Città del Fumetto, formato da Lucca Comics & Games s.r.l, dal Museo del fumetto e dell'immagine e dall'assessore alla cultura di Lucca, che ha lo scopo di coordinare le attività di entrambe le istituzioni.
Secondo quanto pubblicato da Rinaldo Traini, tra i curatori della mostra sin dalla prima edizione e poi per decenni, l'attuale Lucca Comics & Games non potrebbe più fregiarsi del titolo di Salone Internazionale dei Comics, del Film di Animazione e dell'Illustrazione, perché entità diversa, in quanto il Salone Internazionale dei Comics, di proprietà dell'Associazione Immagine, dal 1994 venne spostato a Roma nella manifestazione Expocartoon.

## Esposizione
Si svolge ogni anno tra la fine di ottobre e l'inizio di novembre a Lucca, in un'area, nelle ultime edizioni, di circa 30 000 m², di cui circa 15 000 espositivi.
Vi partecipano tutti i più importanti operatori del settore e un numero sempre crescente di negozi specializzati, fumetterie e associazioni ludico-culturali. Durante i giorni della mostra mercato si svolgono svariati eventi tra cui, concerti, proiezioni, incontri con gli autori, presentazioni, tornei di gioco di ruolo dal vivo e di cosplayer e spettacoli dedicati al settore fumettistico e d'animazione in generale.
Sia nell'ambito di Lucca Comics sia di Lucca Games si possono inoltre trovare mostre e percorsi espositivi dedicati ai principali artisti mondiali o titoli di opere presenti al festival. Alcune di queste mostre sono allestite nella suggestiva cornice rinascimentale della città, all'interno degli stessi palazzi antichi lucchesi.
Solitamente ai capannoni in cui si tengono le esposizioni, vengono dati gli stessi nomi dei luoghi della città in cui sono stati collocati (piazze, palazzi, vie).

## Aree

### Lucca Comics

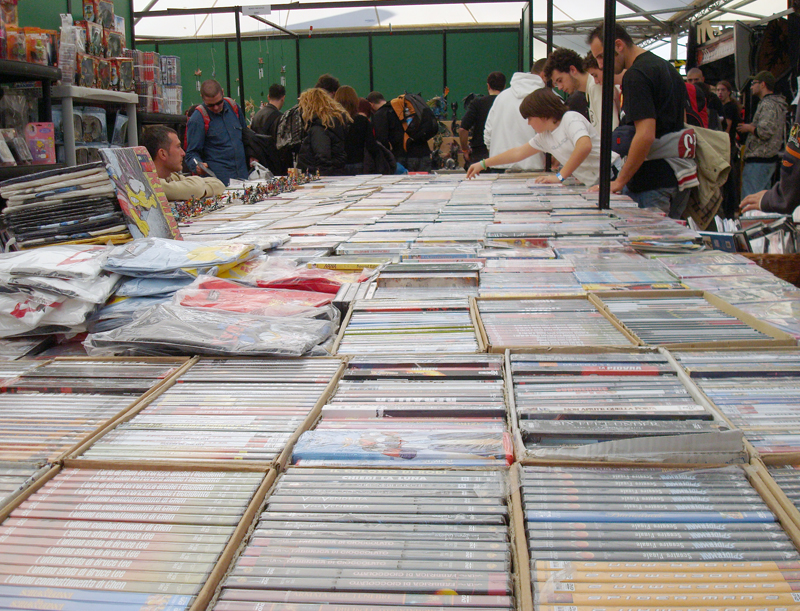
Interno di un padiglione

Storicamente la principale area della fiera, l'area Comics accoglie tutto ciò che riguarda direttamente il fumetto e l'animazione internazionale, benché con il passare degli anni e le edizioni, l'area Games abbia acquisito pari importanza. Grazie alla sua importanza sul territorio, ogni anno partecipano all'evento la quasi totalità delle case editrici specializzate nazionali, oltre che numerosi espositori, rivenditori e negozi specializzati, disposti nei numerosi padiglioni dedicati.

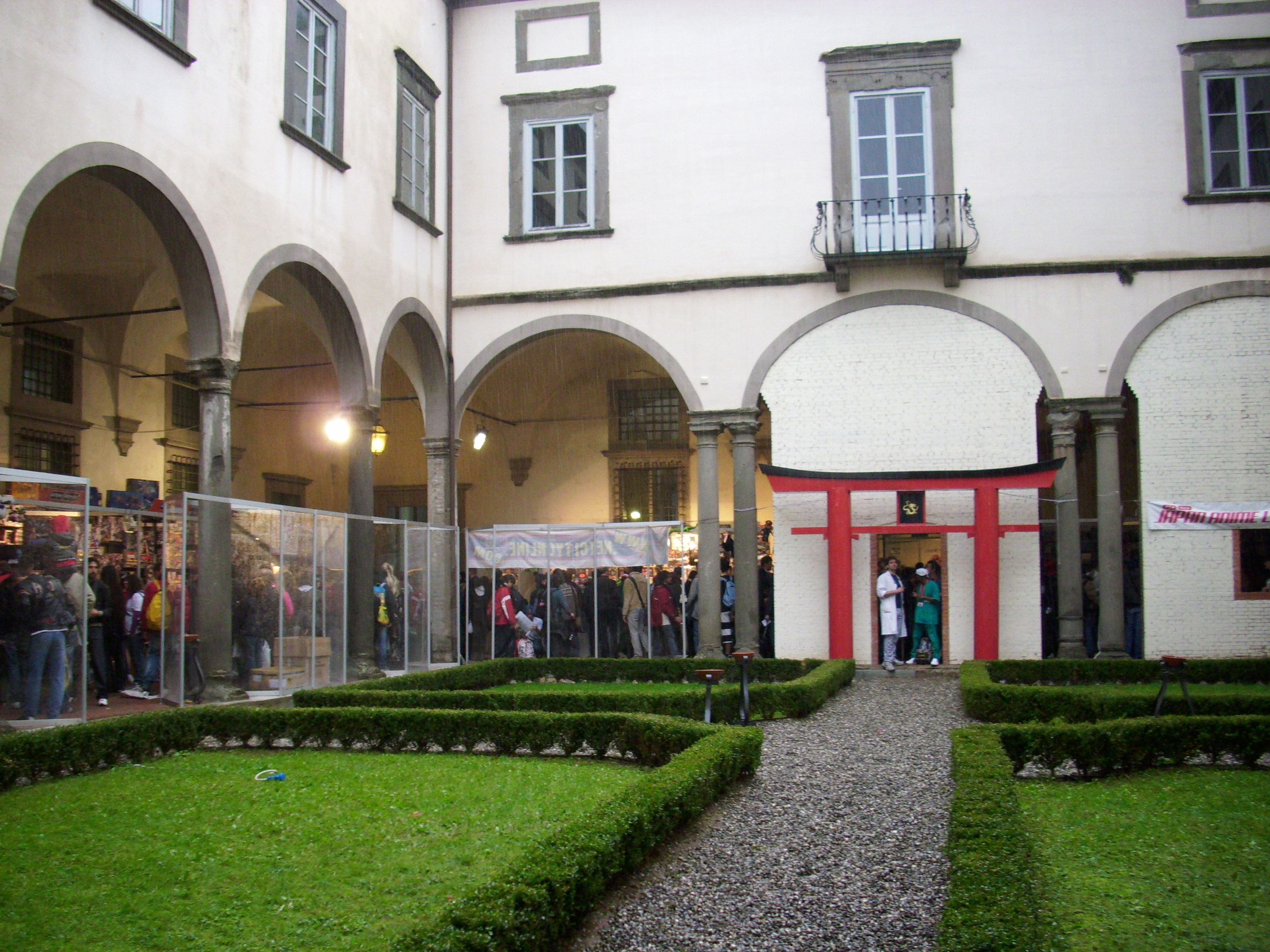
Una veduta interna del Japan Palace

L'area Comics infatti, nella disposizione interna alle mura urbane, è divisa in varie zone: piazza Napoleone, piazza del Giglio, piazza San Giovanni, piazza San Martino e corso Garibaldi. L'Area Self è invece dedicata alle autoproduzioni e ai progetti amatoriali, che vengono ospitati presso il Padiglione Passaglia di Piazza Napoleone. Nel corso degli anni questo spazio è stato trasferito più volte, spostandosi prima nel 2016 all'interno della Chiesa dei Servi e in seguito presso la Piazza della Caserma nel 2018.
Nell'ambito di Lucca Comics si svolgono anche due cerimonie di premiazione: il Gran Guinigi, premi assegnati da una giuria di esperti a vari esponenti dell'industria del fumetto e il Lucca Project Contest organizzato insieme a Edizioni BD e destinato agli aspiranti autori di fumetti italiani. Il premio è intitolato al sindaco Giovanni Martinelli.
Nell'edizione del 2013 è stata aggiunta la sezione Comic Artist Area, una zona appositamente predisposta per artisti e disegnatori professionisti affinché possano disegnare e incontrare il pubblico, al di fuori delle logiche commerciali degli altri padiglioni.

### Lucca Games

Logo di Lucca Games

Per la sua posizione nel panorama nazionale, l'area Games attrae un notevole numero di espositori, non soltanto da settori strettamente collegati all'ambito del gioco ma, in generale, collegati alla cultura ludica, fantastica e fantascientifica.
Pur molto sommariamente, date le difficili classificazioni, gli espositori di Lucca Games possono essere divisi in quattro tipologie: autori ed editori di giochi, rivenditori di giochi e negozi specializzati, associazioni e realtà indipendenti, artisti e artigiani.
Oltre agli appuntamenti proposti dagli espositori, Lucca Games organizza anche ogni anno, direttamente, una serie di eventi legati al mondo del gioco come tornei, premi, concorsi e seminari. Il premio Best of Show è il premio per i prodotti di punta dell'industria ludica, assegnato da una giuria al gioco ritenuto migliore tra quelli presentati dalle case editrici in varie categorie.
Il premio per il Miglior Gioco Inedito è invece focalizzato sugli autori indipendenti e amatoriali. Esso propone infatti, come premio per il miglior prototipo presentato, la pubblicazione dello stesso da parte della casa editrice Da Vinci Games, e la sua distribuzione a cura anche di Lucca Games. Ciò conferisce al concorso connotazione di “trampolino di lancio” per molti autori al debutto, italiani ed esteri.
Il Trofeo Grog per la colorazione di miniature premia i migliori realizzatori nel campo delle miniature da gioco di ogni produttore e ambientazione, con centinaia di pezzi iscritti in varie categorie. Esso è col tempo divenuto una sorta di vetrina nazionale per i migliori pittori di miniature, che vi presentano ogni anno i loro lavori.
New Kit Generation - Lucca Model Contest, è invece un concorso rivolto al mondo del modellismo puro, sia pure a tema fantastico e fantascientifico. Organizzato dall'associazione New Kit Generation Community, è indetto direttamente dal Comune di Lucca per mezzo di Lucca Games. Oltre all'aspetto di competizione, il concorso sviluppa anche una vastissima esposizione dei modelli in gara nei padiglioni, per il voto della giuria popolare.

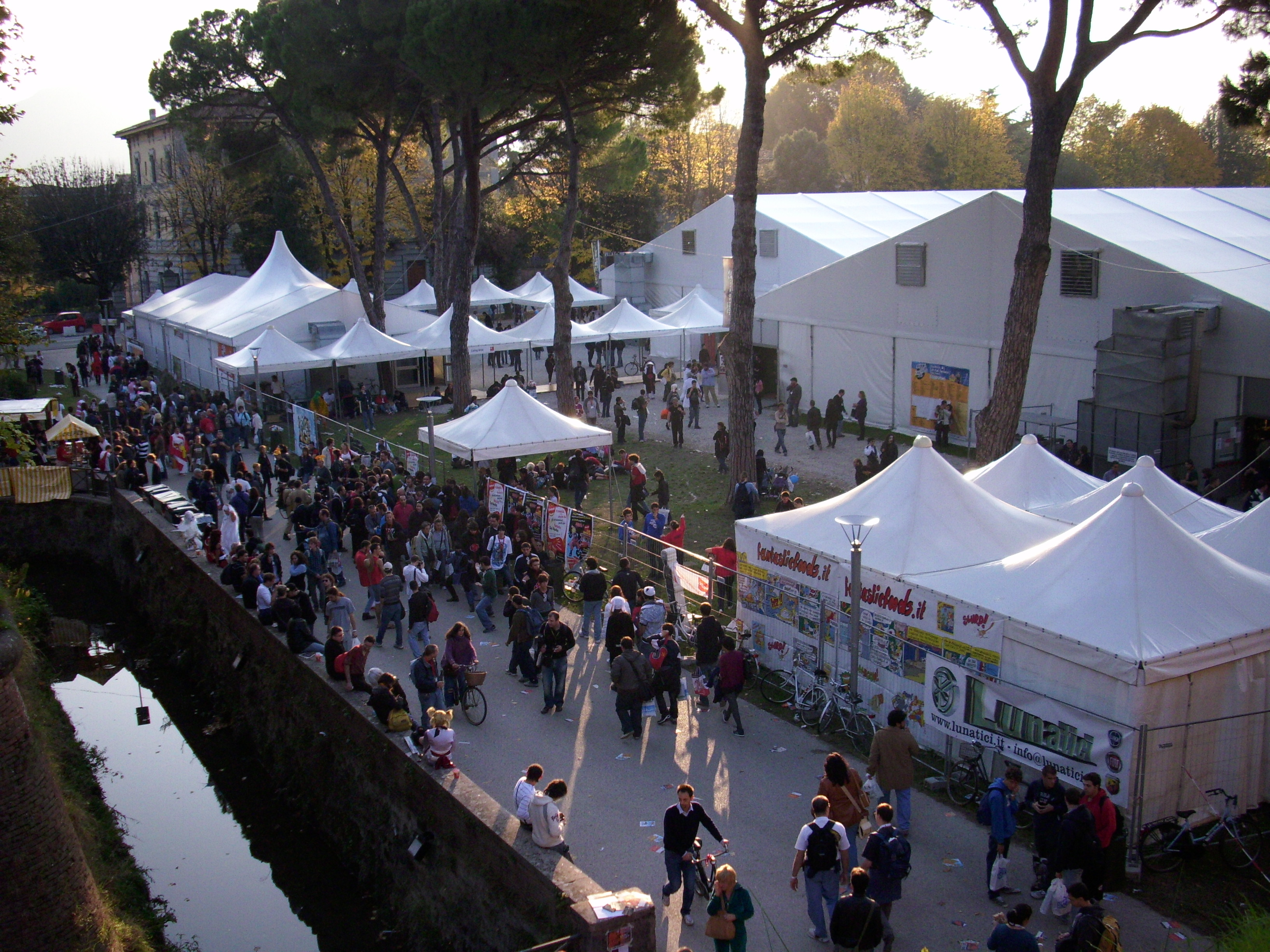
Lucca Comics & Games 2009, l'ingresso della zona games, fotografato da baluardo Santamaria

Il Torneo di Mastering, rivolto agli appassionati di Giochi di Ruolo, è un evento che esiste sin dalle prime edizioni di Lucca Games. A esso può partecipare qualsiasi master (o custode, narratore…) tenga una sessione di gioco in fiera, mediante iscrizione a una lista di partecipazione presso la segreteria della ludoteca. Il meccanismo di valutazione è basato su quesiti sottoposti dall'organizzazione ai giocatori dopo il termine della sessione di gioco.
Sempre nel mondo del gioco di ruolo, si tengono a Lucca Games ogni anno le Ruolimpiadi (ex Giochi di Ruolo Senza Frontiere), il campionato nazionale italiano a squadre di giochi di ruolo e narrazione. Durante tutti i giorni della fiera, le squadre partecipanti tengono i loro giochi, a cui partecipano giocatori delle altre squadre. Con il tempo, le Ruolimpiadi sono divenute un vero e proprio punto di ritrovo per i giocatori di giochi di ruolo di tutta Italia, con squadre storiche dal notevole palmarès e ogni anno nuovi debuttanti.
Ultima aggiunta, con l'edizione 2008, è stata quella di una struttura dedicata a seminari e formazione: Lucca Games Educational. In essa vengono raccolti in un programma specifico gli incontri di formazione tenuti dagli ospiti della manifestazione, con un'apposita sede distaccata dai padiglioni per maggiore tranquillità. Le iscrizioni si tengono prima dei giorni di fiera, consentendo quindi un accesso selezionato e a numero chiuso, a garanzia di maggior qualità degli incontri formativi, al termine dei quali i partecipanti ricevono un attestato formale di partecipazione. Sempre del 2008 è il varo del Prototype Review Corner. Autori dilettanti, siano essi semplici appassionati o persone che hanno deciso di tentare il "grande salto" nel mondo del professionismo, possono mostrare i prototipi di giochi da loro realizzati ad autori ed editori italiani e internazionali, allo scopo di trarne opinioni, consigli e indicazioni utili per il suo perfezionamento.
Un altro concorso è il The Game Championship, una manifestazione serale dedicata al mondo dell'E-sport e del PC-Gaming.

#### Grog

Grog

Il personaggio di Grog è la mascotte di Lucca Games. Il personaggio fu inventato da Renato Genovese nel 1989, in occasione della nascita della saga di Vorodin, e quattro anni più tardi, nel 1993 fu associato alla manifestazione Lucchese, in una nuova reinterpretazione ideata da Roberto Giomi. Nel 2003, per celebrare i 10 anni di Lucca Games, Grog fu nuovamente oggetto di restyling, stavolta per opera di Marco Bianchini. Nel 2013, per festeggiare i 20 anni dell'evento, Grog è stato nuovamente reinterpretato da Marco Soresina in grafica 3D, che lo ha reso anche il protagonista di due cortometraggi di animazione 3D, presentati in occasione di Lucca Comics & Games 2013.

### Lucca Junior
Lucca Junior rappresenta l'area della manifestazione dedicata al pubblico più giovane e alle scuole. A ogni edizione di Lucca Junior è abbinato un concorso per aspiranti fumettisti e giovani disegnatori. Allestito all'interno dell'ex Real Collegio, vengono proposte attività eterogenee per bambini e le famiglie, come laboratori, mostre e spettacoli.

### Lucca Music & Cosplay (ex Lucca Music & Comics)

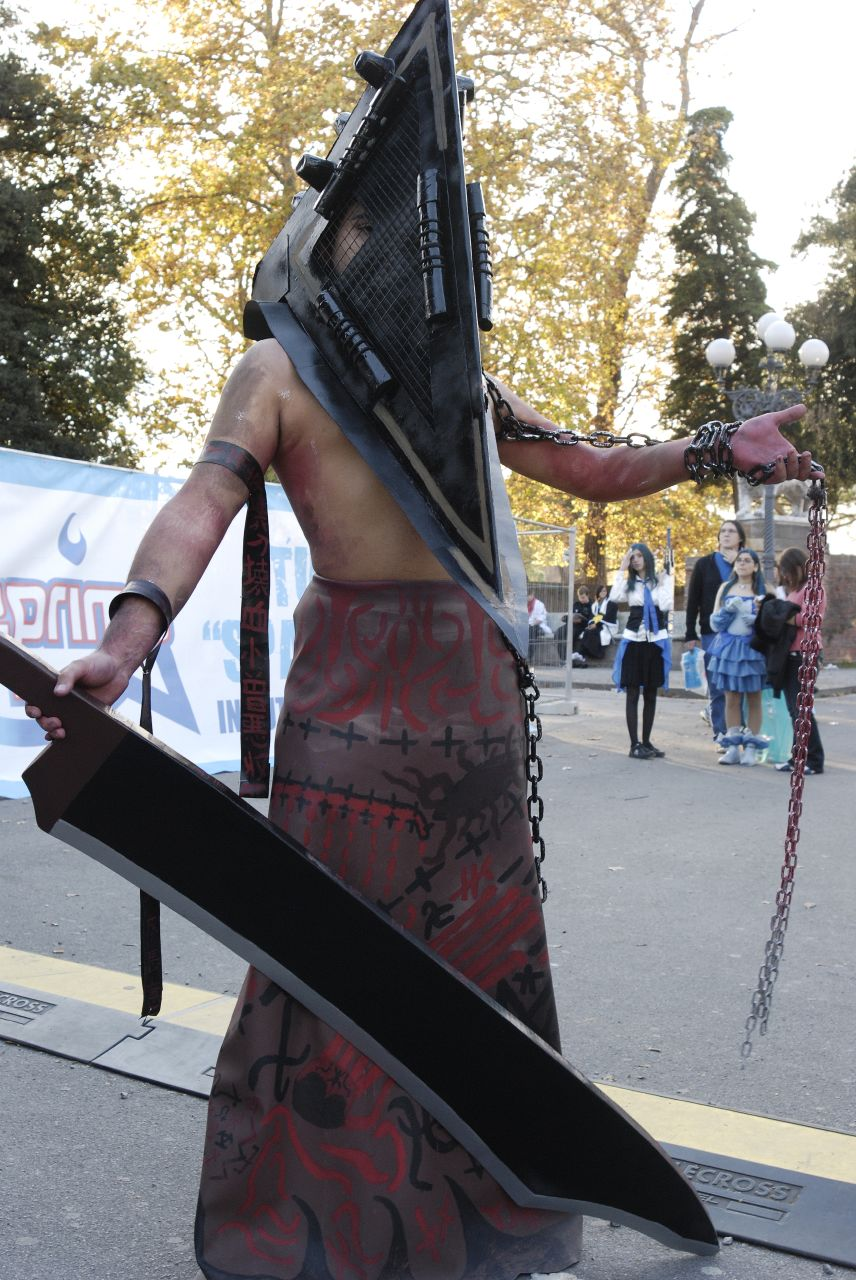
Cosplay di Pyramid Head della serie di Silent Hill a Lucca Comics & Games 2007

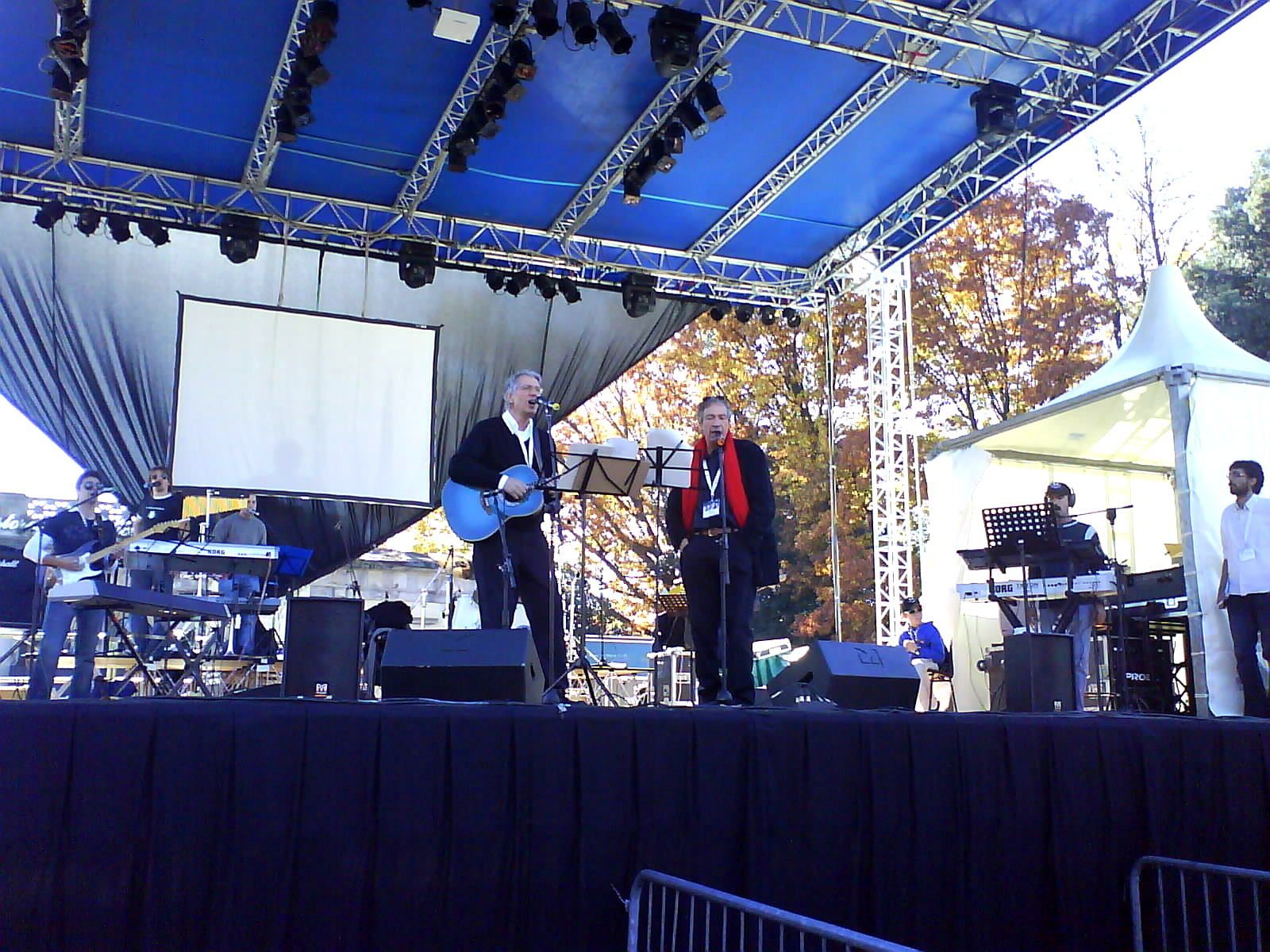
Oliver Onions (Guido e Maurizio De Angelis) a Lucca Comics 2007

Music and Comics è quell'area della fiera dedicata alle esibizioni dal vivo, non necessariamente musicali, che si tengono sul palco presso il baluardo di San Paolino. Dal 19 giugno 2012 la denominazione ufficiale cambia da Music & Comics a Music & Cosplay, come annunciato sul profilo Facebook dell'evento. Solitamente in quest'area dal primo pomeriggio sino alla tarda serata si esibiscono vari gruppi musicali e cantanti, il cui repertorio è affine alla cultura del Comics & Games. Durante il pomeriggio si esibiscono cover band e gruppi minori, mentre nella serata si esibiscono i cantanti e i gruppi più celebri, come Cristina D'Avena, Giorgio Vanni, Enzo Draghi o i Superobots.
Si tengono in quest'area anche altri generi di esibizioni, tra cui la gara cosplay organizzata dall'associazione culturale Flash Gordon, aperta a singolo e gruppo, inizialmente organizzata per una giornata e successivamente in due giornate visto l'alto numero di partecipanti. I vincitori della gara hanno modo di partecipare all'European Cosplay Gathering, concorso per cosplayer che si tiene durante il Japan Expo di Parigi.
Dal 2014 al 2019 sul palco dell'area si è svolto il Cartoon Music Contest, la gara tra cartoon cover band. Durante l’edizione 2019 della manifestazione, viene introdotto sul palco l’Anime Vocal Contest, una gara canora tra solisti organizzata dall’associazione Red Phoenix, che dà al vincitore la possibilità di incidere una canzone per un film d’animazione. La vincitrice della prima edizione ha duettato con Paolo Meneguzzi nel brano Nel mare danza per il film Ride Your Wave. Nel 2020, a causa della pandemia di COVID-19, la gara viene svolta online riprendendo l'anno successivo nell’Auditorium San Francesco. In quest'ultima edizione viene trasmesso in diretta TV sull’emittente Supersix e viene definito dalla stampa come il “Sanremo Fantasy”.
Durante gli anni sono state realizzate anche delle sigle musicali per la fiera:
- Nel 2005 viene realizzata La magia che fa volare, sigla ufficiale della manifestazione, scritta e interpretata da Veronica Niccolai e Mariagrazia Cucchi, sotto il nome di Kimagure. Il brano è stato poi pubblicato su CD singolo, prodotto da Confidential Record e City Music Record.[45]
- Nel 2009 Edoardo Vianello interpreta una nuova sigla intitolata Pianeta Comics, composta da Vito Tommaso. Il brano si avvale della collaborazione del Coro Arcobaleno di Lucca ed è stato incluso nell'album Superhits Cartoons, prodotto dallo stesso Tommaso, da Rai Trade e Lucca Comics & Games.
- Nel 2012 viene affidata a Massimiliano Poggi la realizzazione di una sigla, intitolata Lucca Cosplay.[46][47] La scelta di Poggi deriva a seguito del grande consenso di pubblico che ha ricevuto un'altra sua canzone, La canzoncina di Lucca Comics & Games. Il brano venne anche condiviso sul sito ufficiale della fiera nel 2007.[48]
- Nel 2016, in occasione del 50º anniversario della manifestazione, La magia che fa volare del duo Kimagure viene reinterpretata da Cristina D’Avena, diventando la nuova sigla ufficiale di Lucca Comics & Games[49]. La canzone viene pubblicata in due versioni differenti nell'album 50th Cartoon Music Contest - Gold Compilation 2016 e in quello dell'artista #le sigle più belle.

### Japan Palace / Japan Town
Dal 2007 è stata creata una nuova area dedicata al mondo giapponese presente in varie forme al Festival, spaziando dalla gadgettistica ai manga, dall'animazione ai videogiochi, dall'artigianato tradizionale al cibo, dalle arti marziali alla moda.
L'Area in questione si è spostata varie volte per ingrandirsi sempre più, partendo dal Cortile degli Svizzeri e passando per Piazza San Romano (con la denominazione di Area Japan per il primo e secondo anno), fino ad arrivare al Real Collegio (con la nuova denominazione Japan Palace).
Nel 2014 il Real Collegio è stato adibito a sede di Lucca Junior e il Japan Palace è stato sostituito dalla Japan Town, un'area più ampia che occupa gli spazi della Chiesa di San Francesco, della omonima piazza e del retrostante Giardino degli Osservanti.
Nel 2018 venne introdotta una zona complementare, la Japan Live, in via dei Bacchettoni. Curata e gestita in collaborazione con l'Associazione Alcedo Video, quest'area è dedicata soprattutto al cosplay e alla realizzazione dei costumi, attraverso laboratori e incontri con operatori del settore. Inoltre, vengono offerte ulteriori attività parallele come concerti, esibizioni e interviste.

### Lucca Movie, Comics & Games
Inaugurata nel 2011, questa area della fiera è dedicata al mondo del cinema. Allestito presso il Loggiato di Palazzo Pretorio, vengono ospitate giornalmente le anteprime nazionali di alcune pellicole che saranno poi distribuite in lingua italiana nei mesi successivi. Nel 2011 sono state effettuate le preview di Scialla!, Immortals, Real Steel e I sospiri del mio cuore. Nel 2012 sono state proiettate le anteprime di Pinocchio, Asterix & Obelix al servizio di Sua Maestà, Moonrise Kingdom, La collina dei papaveri, Looper, Code Name: Geronimo, Frankenweenie, Hotel Transylvania, Red Lights, Puella Magi Madoka Magica - Parte 1 - L'inizio della storia e Berserk, L'Epoca D'oro - L'uovo del Re Dominatore, oltre che dei brevi estratti di Ralph Spaccatutto, Django Unchained e di Iron Man 3. Il 26 ottobre 2012 è stato diffuso online il calendario completo delle anteprime, corredato di location e orari delle proiezioni. Nell'edizione del 2013 sono stati proiettati: Puella Magi Madoka Magica - Parte 2 - La storia infinita, RIO 2096: A Story of Love and Fury, Wolf Children - Ame e Yuki i bambini lupo, Canti della forca, My Little Pony - Equestria Girls, Arrugas-Rughe, L'arte della felicità, Prisoners, Machete Kills, Il mio vicino Totoro, Sharknado, Ender's Game, Thor: The Dark World, X-Men le origini - Wolverine e Wolverine - L'immortale, Frankenstein Junior e alcuni trailer, estratti o special su Godzilla, 300 - L'alba di un impero, The LEGO Movie, The Amazing Spider-Man, Need for Speed, Capitan Harlock, Frozen - Il regno di ghiaccio, Planes, Ever After High, Divergent, The Wolf of Wall Street, Un fantastico via vai, Stai lontana da me, La mafia uccide solo d’estate, Fuga di cervelli e Lo Hobbit - Un viaggio inaspettato. Inoltre sono stati trasmessi alcuni episodi della settima stagione di The Big Bang Theory, Wakfu, Shin Getter Robot contro Neo Getter Robot, Sword Art Online, Mazinkaiser e Psycho-Pass.

## Cosplay

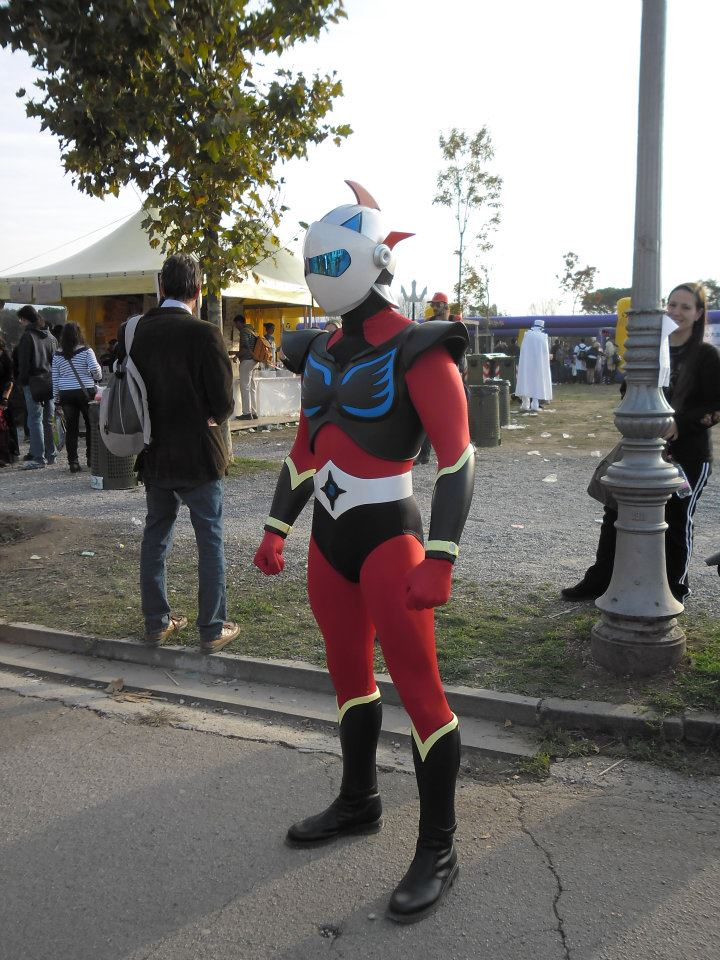
Un cosplayer nei panni di Actarus, il pilota di Goldrake, al Lucca Comics del 2011

I primi cosplay in Italia sono stati attestati all'inizio degli anni novanta, benché già alla fine degli anni ottanta fossero stati registrati eventi, principalmente legati al mondo di Star Trek in cui i fan si vestivano come i personaggi dell'opera. Tuttavia, la nascita "ufficiale" del cosplay in Italia viene generalmente fatta risalire al 1997, anno in cui è stata organizzata la prima gara cosplay presso il Lucca Comics & Games. L'evento è considerato il principale in Italia per il settore, in grado di attirare un grandissimo numero di cosplayers. Nel 2005 sono stati contati circa 3500 visitatori in cosplay, contro gli appena 300 del 2002.

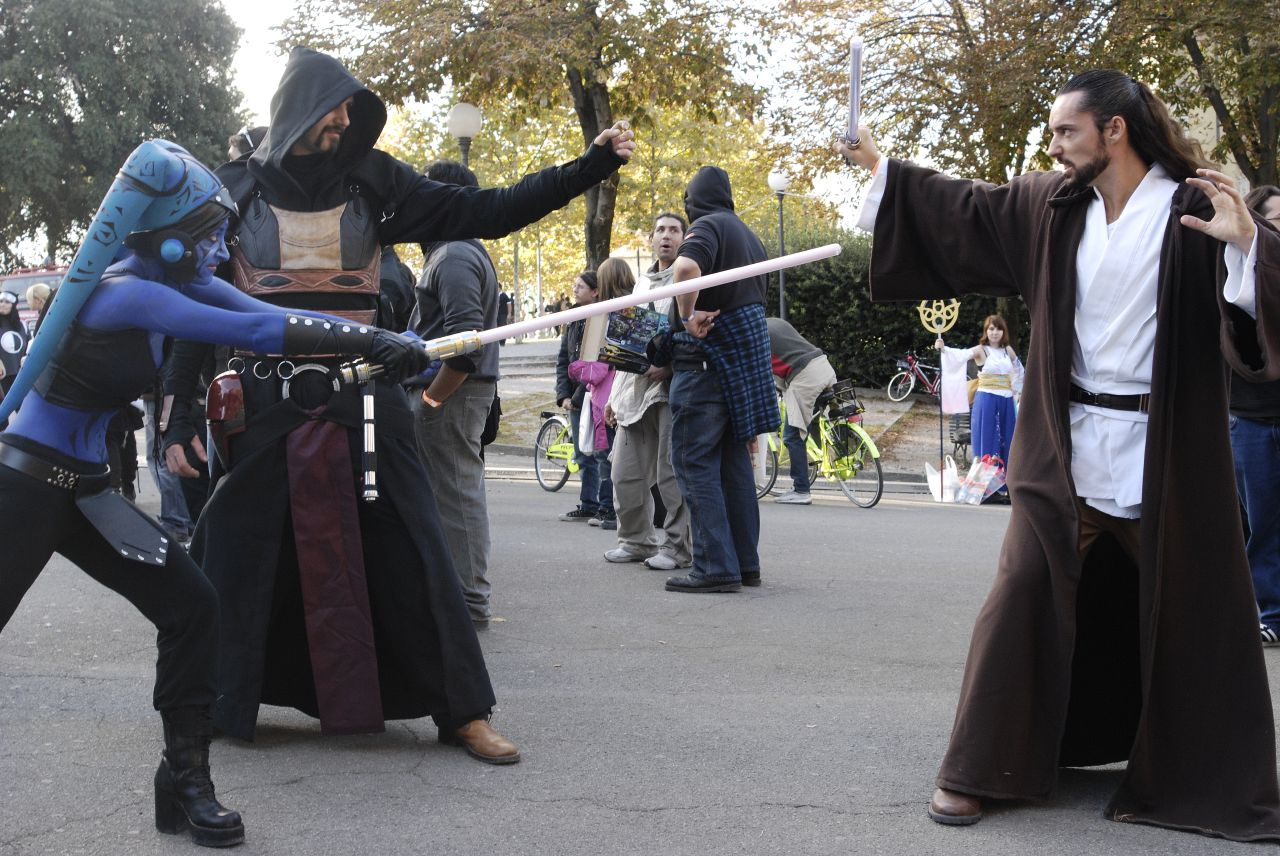
Dei cosplayer di Guerre stellari nei panni di Aayla Secura, Revan e Qui-Gon jinn al Lucca Comics & Games 2007

Principalmente i cosplayer sono più donne che uomini (in una proporzione di 3 a 5), di età compresa fra i 15 e 35 anni, benché spesso nei gruppi di cosplay siano coinvolti anche bambini per ragioni "sceniche" e nonostante spesso i cosplayer "professionisti" sforino questo range. Lucca Comics & Games per via della propria estensione e della particolare connotazione della sua ubicazione, rende possibile ai cosplayer muoversi per la città con indosso il costume. Si tratta di una peculiarità unica di Lucca Comics & Games che la distingue rispetto alle altre fiere del fumetto che si volgono in luoghi chiusi o padiglioni appositi e in cui i cosplayer generalmente arrivano in abiti normali per poi cambiarsi sul posto.
Nei due giorni di maggiore affluenza del Lucca Comics, il sabato e la domenica, si svolge la gara del cosplay organizzata dall'associazione Flashgordon. La prima edizione della gara si è tenuta nel 1997. La gara è rivolta a singoli, coppie o interi gruppi e i vincitori hanno la possibilità di partecipare all'European Cosplay Gathering, prestigioso concorso per cosplayer che si tiene durante il Japan Expo di Parigi. I partecipanti possono interpretare il cosplay di personaggi tratti da fumetti, cartoni animati, videogiochi, film o telefilm, figure storiche o mitologiche, o personaggi della musica giapponese. Non sono ammessi personaggi della musica internazionale o costumi originali.

## Ospiti

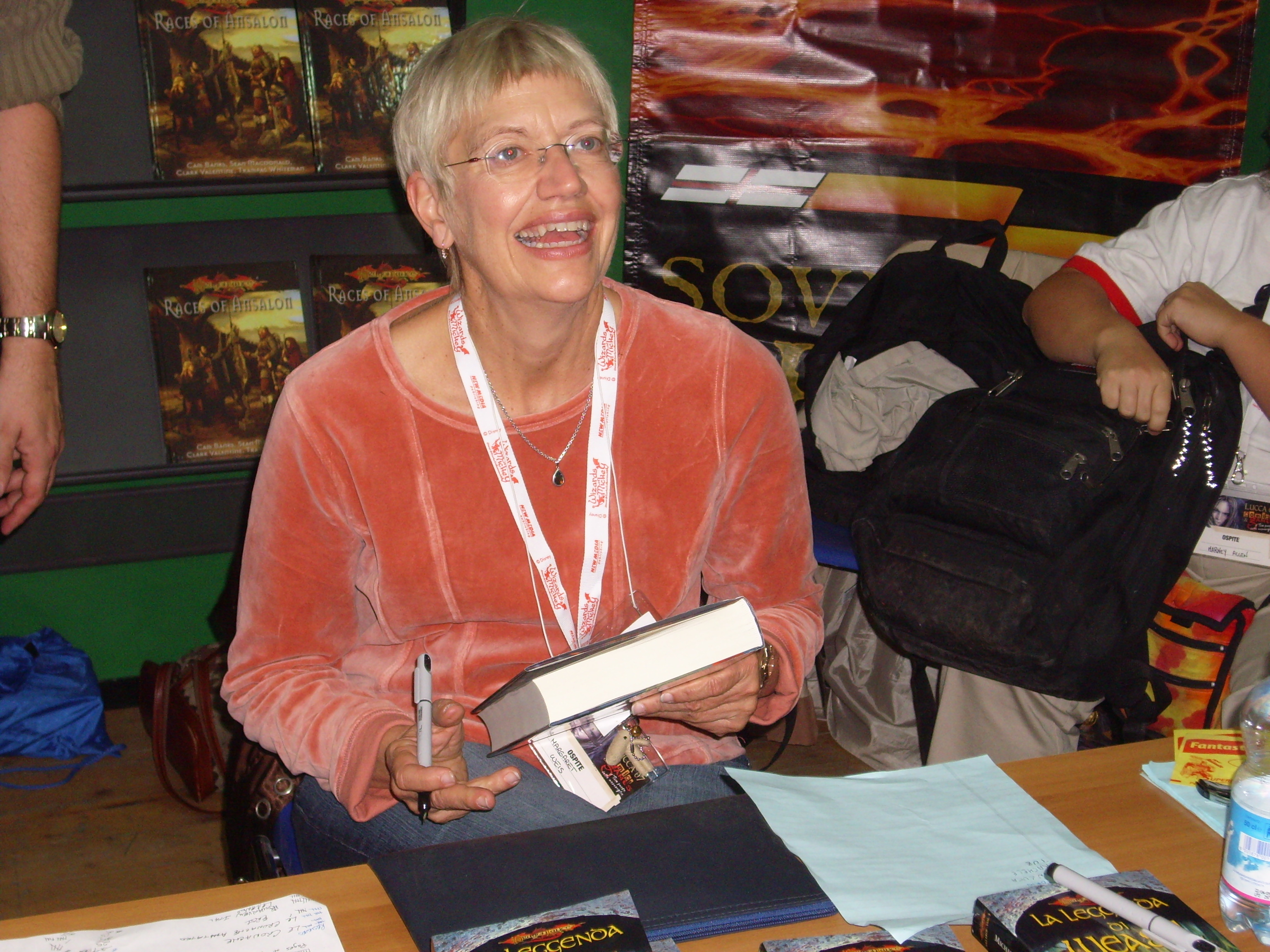
Margaret Weis a Lucca Comics&Games 2007

Sin dalle prime edizioni, la presenza di nomi noti dell'editoria ludica e delle aree affini (come l'illustrazione e la letteratura fantastica) è stata uno dei punti a cui l'organizzazione di Lucca Comics & Games ha puntato, utilizzandolo come volano per costruire ed espandere l'offerta culturale della manifestazione e consolidarne l'importanza. Ogni edizione è di conseguenza caratterizzata dalla presenza di una nutrita presenza di ospiti italiani, europei e internazionali; la loro presenza fa parte delle attività non legate all'ambito strettamente commerciale della manifestazione, ed è fortemente votata alla promozione degli aspetti culturali del gioco tra i visitatori con seminari, mostre e incontri pubblici.
Secondo una prassi ormai consolidata, ogni edizione ha tre ospiti d'onore a ricoprire tre tipologie: autori/editori di giochi, illustratori e artisti grafici, scrittori e sceneggiatori a tema fantasy e/o fantascientifico. Questi ospiti sono generalmente selezionati per l'invito in modo da concorrere a costituire il tema caratterizzante dell'edizione a cui partecipano.
Ai tre ospiti d'onore di ogni edizione si affiancano altri ospiti, in numero variabile, che spaziano per tutti i vari campi di interesse di Lucca Games: autori emergenti, illustratori, scultori di miniature, giocatori ed esperti di gioco in genere.

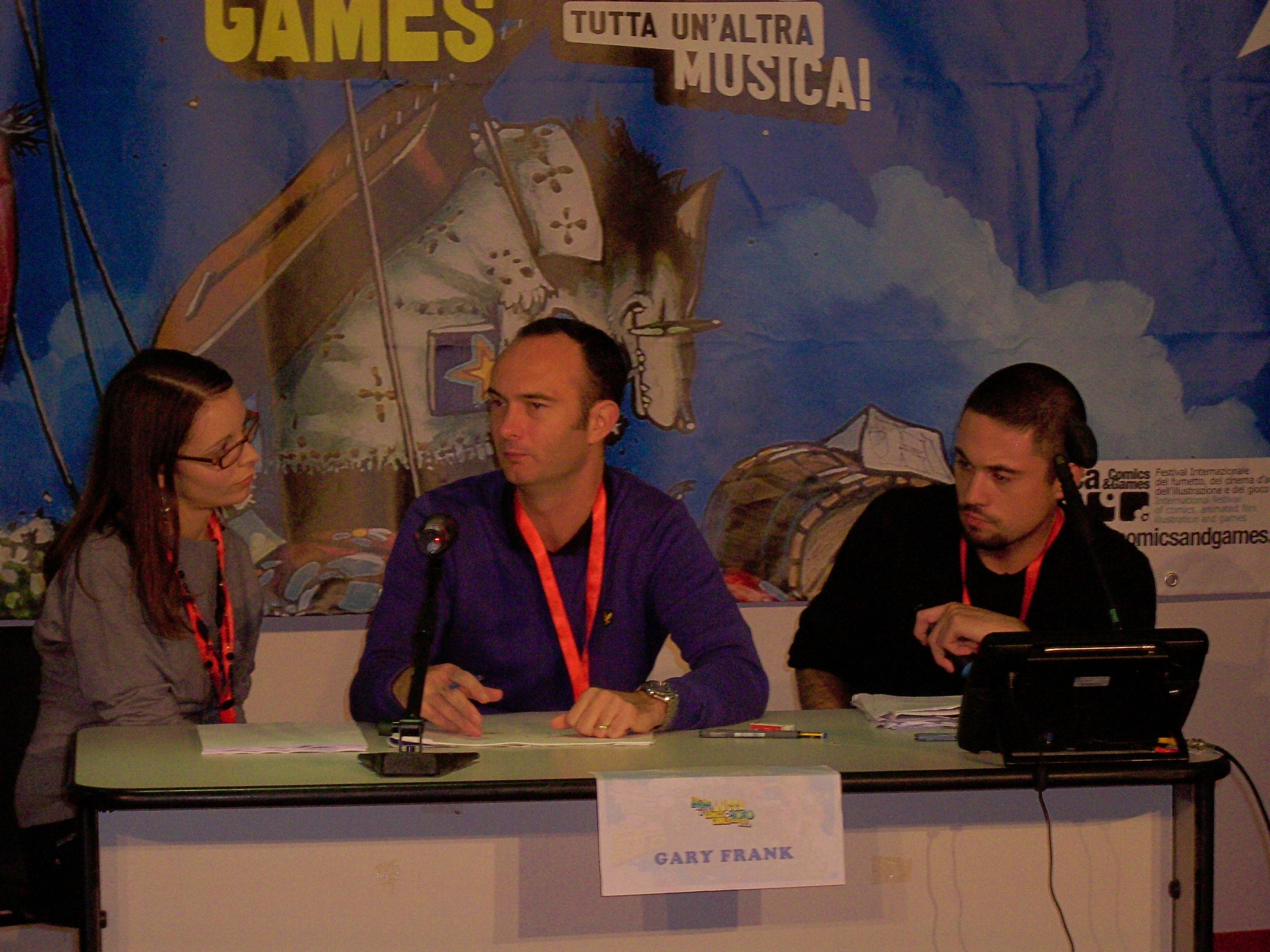
Lucca Comics&Games 2010 - Il disegnatore britannico Gary Frank

Le attività legate agli ospiti durante i giorni della fiera sono riconducibili a otto tipologie:

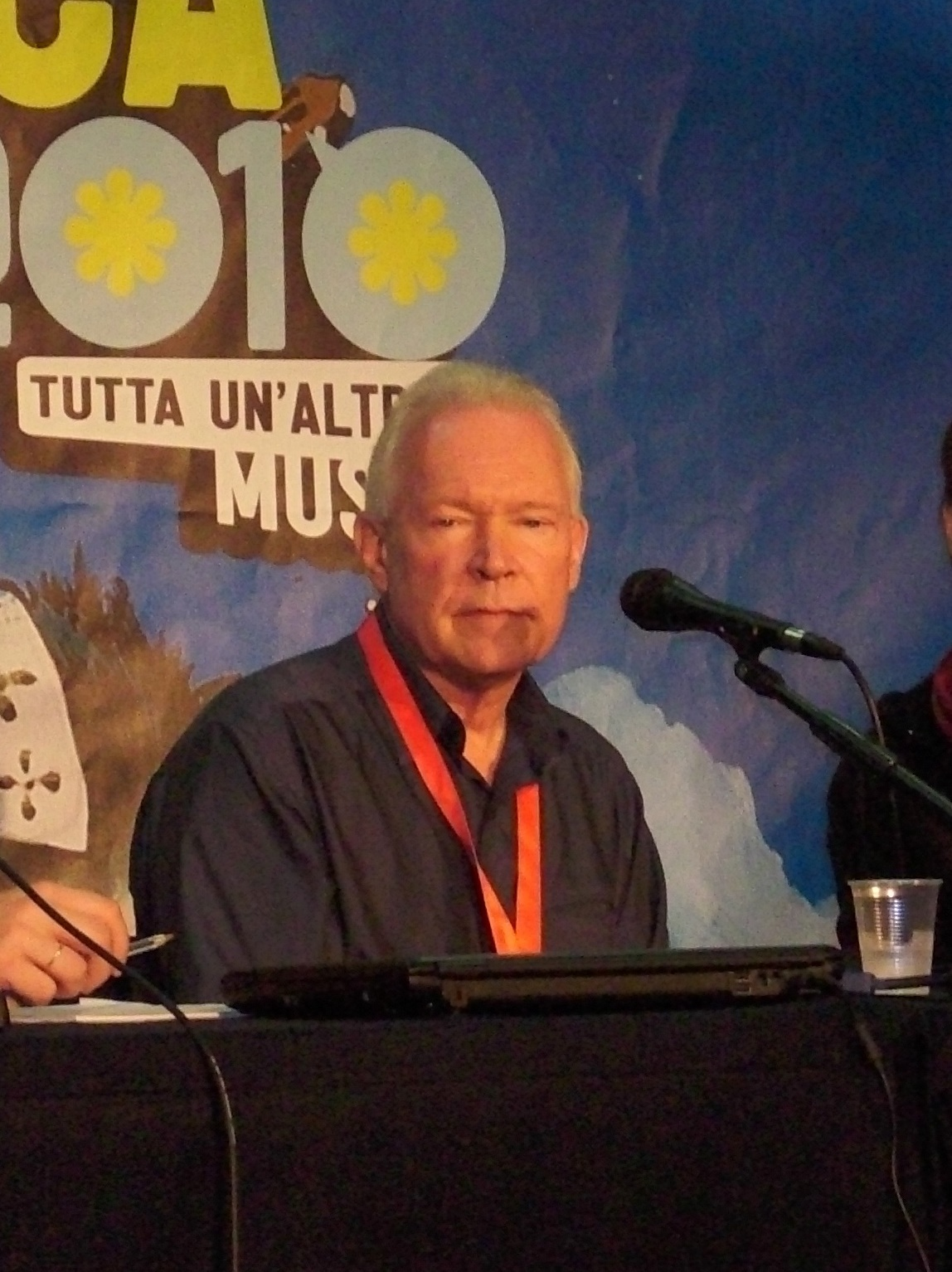
Lucca Comics&Games 2010 - Incontro con l'autore fantasy Terry Brooks

- Mostre: esposizioni fisse di elementi quali giochi, opere d'arte e scritti, solitamente celebrative di anniversari o celebrative della carriera di un particolare ospite;
- Incontri pubblici: per l'annuncio di un nuovo prodotto, o per fare il punto su attività consolidate che vedono l'ospite come riferimento;
- Attività in fiera: pittori e illustratori dipingono dal vivo in un'apposita area del padiglione, confrontandosi direttamente con il pubblico presente;
- Lezioni e seminari: eventi didattico-educativi mirati al confronto e allo scambio di conoscenze tra relatore e partecipanti su un determinato tema;
- Domanda & Risposta: incontri pubblici per conoscere l'ospite e confrontarsi sulla sua attività e sulle sue opere;
- Interviste: principalmente per gli ospiti internazionali, la loro presenza a Lucca è un'occasione per rilasciare interviste alla stampa specializzata;
- Sessioni di autografi: ormai usuali momenti per chi desideri farsi autografare dall'ospite una sua opera (gioco, quadro, libro eccetera).
- Esame di prototipi: autori dilettanti di giochi presentano agli ospiti i prototipi di loro realizzazione, per ottenerne pareri, valutazioni e consigli.

Tutte le attività degli ospiti di Lucca Games sono inserite in un programma per i giorni della fiera, e sono aperte a tutti i visitatori con l'eccezione dei lezioni e seminari, per i quali è fissato un numero chiuso con preiscrizione e selezione curricolare in base al tema trattato. La partecipazione a tutte le attività è compresa nel prezzo nel biglietto di ingresso a Lucca Comics & Games.
Nelle edizioni più recenti, con il notevole aumento dell'affluenza di pubblico registrato dopo la ricollocazione all'interno del centro storico, agli ospiti diretti dell'organizzazione di Lucca Games si sono aggiunti gli ospiti che case editrici e singoli espositori portano a Lucca per incrementare la propria visibilità nei programmi della manifestazione. Questo fortunato innesco di un circolo virtuoso ha consentito di allargare ulteriormente l'offerta culturale di incontri, seminari e mostre per i visitatori.

## Edizioni
| Dettagli | Comics | Games | Junior | Music |
| --- | --- | --- | --- | --- |
| Lucca Comics 1993 Date Dal 28 al 31 ottobre 1993 Ubicazione Punto Fiera area Palasport Visitatori 28.865 visitatori | Ospiti Mostre | Ospiti Mostre - Illustrazioni di Paolo Parente | Ospiti Mostre | Ospiti |
| Lucca Comics 1994 Date Dal 18 al 20 marzo 1994 Ubicazione Punto Fiera area Palasport | Ospiti Mostre | Ospiti Mostre | Ospiti Mostre | Ospiti |
| Lucca Comics 1994 Date Dal 29 ottobre al 1º novembre 1994 Ubicazione Punto Fiera area Palasport | Ospiti Mostre | Ospiti Mostre | Ospiti Mostre | Ospiti |
| Lucca Trent'anni Date Dal 24 al 26 marzo 1995 Ubicazione Punto Fiera area Palasport | Ospiti Mostre | Ospiti Mostre | Ospiti Mostre | Ospiti |
| Lucca Comics & Games 1995 Date Dal 28 ottobre al 1º novembre 1995 Ubicazione Punto Fiera in Via delle Tagliate e Auditorium di San Romano | Ospiti Don Rosa, John Romita, Giovanni Gandini, Oreste Del Buono, Keiko Sakisaka, Alan Davis Mostre - "Hugo Pratt" - "Batman" - "Supereroi Marvel" - "Trent'anni di lucca, Trent'anni di Linus, come è cambiato il mondo del fumetto" - "II Sogno della Libertà-La Resistenza italiana nel fumetto" - "Frankenstein" - "Appuntamento con Galep (Aurelio Galeppini)" - "Keiko Sakisaka: Oltre la Porta" | Ospiti Mostre | Ospiti Mostre | Ospiti |
| Lucca 1996 Date Dal 22 al 24 marzo 1996 Ubicazione Punto Fiera in Via delle Tagliate | Ospiti Mostre | Ospiti Mostre | Ospiti Mostre | Ospiti |
| Lucca Comics & Games 1996 Date Dal 1º novembre al 4 novembre 1996 Ubicazione Punto Fiera in Via delle Tagliate e Auditorium di San Romano | Ospiti Mostre | Ospiti Mostre | Ospiti Mostre | Ospiti |
| Lucca 1997 Date Dal 21 al 23 marzo 1997 Ubicazione Punto Fiera in Via delle Tagliate | Ospiti Mostre | Ospiti Mostre | Ospiti Mostre | Ospiti |
| Lucca Comics & Games 1997 Date Dal 30 ottobre al 2 novembre 1997 Ubicazione Punto Fiera in Via delle Tagliate e Auditorium di San Romano | Ospiti Mostre | Ospiti Mostre | Ospiti Mostre | Ospiti |
| Lucca 1998 Date Dal 27 al 29 marzo 1998 Ubicazione Punto Fiera in Via delle Tagliate | Ospiti Mostre | Ospiti Mostre | Ospiti Mostre | Ospiti |
| Lucca Comics & Games 1998 Date Dal 31 ottobre al 1º novembre 1998 Ubicazione Punto Fiera in Via delle Tagliate e Auditorium di San Romano | Ospiti Mostre | Ospiti Mostre | Ospiti Mostre | Ospiti |
| Lucca Comics & Games 1999 Date Dal 19 al 21 marzo 1999 Ubicazione Punto Fiera in Via delle Tagliate | Ospiti Mostre | Ospiti Mostre | Ospiti Mostre | Ospiti |
| Lucca Comics & Games 1999 Date Dal 29 ottobre al 1º novembre 1999 Ubicazione Punto Fiera in Via delle Tagliate e Auditorium di San Romano | Ospiti Mostre | Ospiti Mostre | Ospiti Mostre | Ospiti |
| Lucca Comics & Games 2000 Date Dal 28 ottobre al 1º novembre 2000 Ubicazione Punto Fiera in Via delle Tagliate e Auditorium di San Romano | Ospiti Maria Perego, Horacio Altuna, Paolo Bacilieri, Giuseppe Palumbo, Luca Enoch, Justin Sweets Mostre - "Mostra L'incredibile avventura di Topo Gigio" - "I Fidanzatini maliziosi di Peynet" - "Dago, l'affascinante giannizzero nero" - "I fumetti bollenti di Horacio Altuna" | Ospiti Mostre | Ospiti Mostre | Ospiti |
| Slogan «Lasciati prendere» Date Dal 1º al 4 novembre 2001 Ubicazione Punto Fiera in Via delle Tagliate e Auditorium di San Romano | Ospiti Patrick McDonnell, Paolo Eleuteri Serpieri, Marco Patrito, John Howe, John Bolton, Katy Kovacs, Baru. Mostre - "Il bestiario di Andrea Pazienza" - Retrospettiva di Antonio Lopez, Aldo Di Gennaro - "I Mutts di Patrick McDonnell" - "L'autostrada del sole di Hervè Barulèa" - "Art & sound, la musica dei bonelliani" - "Retrospettiva sul fumetto finlandese" - "Retrospettiva su Posy Simmonds" | Ospiti Mostre - "Illustrazioni di John Howe" - "Immagini in 3D di Druuna" | Ospiti Mostre | Ospiti |
| Slogan «I giorni dei giochi e delle nuvole» Date Dal 31 ottobre al 3 novembre 2002 Ubicazione Punto Fiera in Via delle Tagliate e Auditorium di San Romano Manifesto disegnato da Mauro Lovi Visitatori 50.000 visitatori                                                               | Ospiti Alfredo Castelli, Corrado Mastantuono, Igort, Roberto Baldazzini, Andrea Domestici, Danijel Žeželj Mostre - "Tex 500: il lungo cammino dell'avventura" - "Diabolik: quarant'anni in nero" - "Lupin III Millennium" - "Il Commissario Spada" - "Alex Raymond", "Bruno Agnoletta" - "Danijel Žeželj" - "Dalla A Alla Ang. (Angoletta)" - "5 è il numero perfetto" - "Un giorno a Palazzo Vidoni" - "Come nascono i fumetti" - "Mickey Mickey" | Ospiti Mostre - "McFarlane Toys" - "Il progetto De Agostini: La clessidra Book & Web" - "Martin Mystère Multimediale" - "Il mondo di Rayman" - "Ciruelo Cabral" - "Un giorno a Palazzo Vidoni" | Ospiti Mostre | Ospiti |
| Slogan «Dieci anni in gioco» Date Dal 31 ottobre al 2 novembre 2003 Ubicazione Punto Fiera in Via delle Tagliate e Auditorium di San Romano Manifesto disegnato da Ciruelo Cabral Visitatori 52.000 Collegamenti esterni Lucca Comics & Games 2003                                      | Ospiti Alessandro Bilotta, Carmine Di Giandomenico, Andrea Ciccarelli, Marco Marastoni, Pasquale Ruggero, Carlos Trillo, Laura Scarpa, Francesco Coniglio, Michele Petrucci, Matteo Casali, Giuseppe Camuncoli, Lorenzo Ruggiero, Giuseppe Bazzani, Werther Dell'Edera, Vanna Vinci, Giovanni Mattioli, Keiko Ichiguchi, Sara Colaone, Andrea Accardi, Jacopo Camagni, Massimiliano De Giovanni, Andrea Baricordi, Barbara Rossi, Alessandro Baggi, Mauro Muroni, Daniele Caluri, Davide Reviati, Stefano Misesti, Alessandro Bottero Mostre - "Emanuele Luzzati - Il mondo delle fiabe" - "Jean Van Hamme" - "Une vie en rose - L'arte di Giulio Bertoletti" - "Cuore di Manga" - "L'accalappiacuori - I cuori di Mojmir Jezek" - "New York Diary - Ruben Toledo" - "Fumetti in cucina" | Ospiti John Howe, Rolemaster, Andrea Angiolino, Joe Dever, Justine Achilli Mostre - "Larry Elmore: Draghi, labirinti e lance le mille stagioni di un grande maestro." - "La Grande Storia di Giuseppe Rava" | Ospiti Mostre | Ospiti |
| Slogan «L’Isola che c’è» Date Dal 29 ottobre al 1º novembre 2004 Ubicazione Punto Fiera in Via delle Tagliate e Auditorium di San Romano Manifesto disegnato da Alessandro Barbucci e Barbara Canepa Visitatori Più di 50.000 visitatori Collegamenti esterni Lucca Comics & Games 2004 | Ospiti Sergio Toppi, Juan Zanotto, Giuseppe Palumbo, Paolo Bacilieri, Massimiliano Frezzato, Marco Turini, Marcello Toninelli, Gradimir Smudja, Corrado Mastantuono, Simone Bianchi, Juan Zanotto, Silvia Ziche, Alessandro Barbucci, Barbara Canepa, Mauricio de Sousa, Charles Dupuy, Berberian, Andrea Accardi, Tito Faraci, Joann Sfar, Massimo Mattioli, Simone Pampado, Michel Rabagliatì, Bendis & Gaydos, Naoki Urasawa, Giovanni Gualdoni, Alberto Ponticelli, Yū Watase Mostre - "Peter Pan Forever" - "30 anni di Dungeons & Dragons" - "Money Money!" - "Witch: Barbucci-Canepa" - "Magico Vento" | Ospiti John Howe, Rolemaster, Andrea Angiolino, Joe Dever, Justine Achilli Mostre - "Paul Bonner" - "John Howe: La guerra dell'anello" - "Lupo Solitario" | Ospiti Mostre | Ospiti Fratelli Balestra, La mente di Tetsuya, Bishoneen, Miwa e i suoi componenti, Rockopera, Too-Tiki |
| Slogan «Il tempo della metamorfosi» Date Dal 29 ottobre al 1º novembre 2005 Ubicazione Punto Fiera in Via delle Tagliate e Auditorium di San Romano Manifesto disegnato da Simone Bianchi Collegamenti esterni Lucca Comics & Games 2005                                                | Ospiti Mario Alberti, Sergio Algozzino, Nedeljko Bajalica, Andrea Baricordi, Lorenzo Bartoli, Francesco Bastianoni, Daniele Bonomo, Andrea Bormida, Gipi, Igort, Leo Ortolani, Luca Enoch, Menotti, Federico Maria Sardelli, Francesco Tacconi, Manfredi Toraldo, Stefano Turconi, Vanna Vinci Mostre - "Three Generations: l'Albero delle Mele" - "Mister No - Mister Nolitta" - "Propheta in Patria" - "Lifesaver" - "L'Omino Bufo - C'ero anch'io" - "Le interviste di Toffolo" - "Hugo Pratt: La traccia dello Scorpione/Gli Scorpioni del deserto" | Ospiti Peter Adkison, Richard Breese, Jamie Chambers, Riccardo Crosa, Franco Cuomo, Brian Froud, Wendy Froud, Randy Gallegos, Luca Giuliano, John Kovalic, Mauro Laurenti, Giulio Leoni, George R. R. Martin, Corrado Mastantuono, Giuseppe Rava, Margaret Weis Mostre - "World of Froud" - "Dai balloon al tavolo da gioco" - "Il Signore dei Geek" - "Made in Italy" - "Extreme Fantasy: Nephandum" | Ospiti Riccardo Crosa, Mauro Marchesi, Licia Troisi, Azzurra Tacente, Elena Mirulla, Serena Paccagnani, Ketty Formaggio, Giuseppe de Luca, Federica Macchia, Vincenzo Riccardi, Marco Boselli, Renato Colombo, Daniele Vitaloni Mostre - "Chi ha paura del Candy Circle?" - "Il maiale volante e la matita assassina" - "Licia Troisi: la principessa del Fantasy italiano!" | Ospiti Bishoonen, Kimagure, La Mente di Tetsuya, Cialtroni Animati, Mr. Magoo, Miwa e i suoi componenti, Fratelli Balestra, Superobot |
| Slogan «Nel cuore della città» Date Dal 1º novembre al 5 novembre 2006 Ubicazione All'interno delle Mura di Lucca Manifesto disegnato da Gipi Visitatori 84.000 visitatori Collegamenti esterni Lucca Comics & Games 2006                                                               | Ospiti Charles Berberian, Simone Bianchi, Gipi, Hermann, R. Kikuo Johnson, Youri Jigounov, Ralf König, Rutu Modan, Mythic, Jeff Smith, Vanna Vinci, Lee So Young Mostre - "Baci dalla provincia, Gipi" - "Lucca città del fumetto. I 40 ruggenti" - "Vanna Vinci: tre sentieri a fumetti" - "Scuola internazionale dei Comics" - "Nome in codice: Alpha" - "Schizzo: 20 anni di idee e nuovi autori" - "Maledetti toscani" - "Diari illustrati senza eroi" - "Ford Ravenstock - Specialista in suicidi" | Ospiti Steve Jackson, Alan Lee, Robert Anthony Salvatore, Leo Colovini, Joe Dever, Luca Giuliano, Maggi & Nepitello, Wendy Froud, Bob Naismith, Angelo Montanini, Simone Bianchi, Ciruelo, Brian Froud, Robert Gould, Alex Horley, Monte Moore, Licia Troisi, Stacy Walker Mostre - "Di indefinita precisione - L'arte di Alan Lee" - "I 20 anni di Gurps" - " La nascita degli eroi" - " Warhammer RPG XX Ann." | Ospiti Centro culturale Agorà, Giulio Leoni, Pierdomenico Baccalario, Alessandro Gatti, Elena Mirulla Mostre - "Elena Mirulla: Crazy Tribe" - "Emanuele Luzzati e Il Flauto Magico" - "Picture Book, Comic Book" | Ospiti Douglas Meaking, Dave Summer, Mike Fraser, I Cavalieri del Re, La mente di Tetsuya, Rolling Cartoons, Bishoonen, Bambole di pezza |
| Slogan «Your own wonderland!» Date Dal 1º novembre al 4 novembre 2007 Ubicazione All'interno delle Mura di Lucca Manifesto disegnato da Brian Froud Visitatori 90.000 visitatori Collegamenti esterni Lucca Comics & Games 2007                                                         | Ospiti Daniele Caluri, Paolo Bacilieri, Giancarlo Berardi, Fuyumi Sōryō, Jean Dufaux, Philippe Delaby, Brian Wood, Riccardo Burchielli, Tomatozombie, Namida, Juanjo Guarnido, Juan Díaz Canales, José Muñoz, Nicolaj Maslov, Bryan Talbot, Francisco Solano López, Jae-Hwan Kim, Gilles Chaillet, Carlos Pacheco, Gary Baseman Mostre - "Daniele Caluri: dalla satira al fumetto d'autore" - "I mille volti di Paolo Bacilieri" - "Murena - la Roma di Nerone" - "DMZ - Everyday is 9/11" - "Dalla Russia con amore Il fumetto russo contemporaneo tra innovazione e tradizione" - "Julia - l'indagatrice dell'animo" - "Fuyumi Sōryō - tra poesia e introspezione" - "Guest Exhibition: L'Ora di Corto" - "Kirk: le radici di Corto Maltese" | Ospiti Troy Denning, Reiner Knizia, Iain McCaig, Alessio Cavatore, Jamie Chambers, Cam Banks, Marco Alberto Donadoni, Luca Enoch, Massimo Mongai, Massimo Pietroselli, Joe Nikisch, Nobuo Uematsu, Albrecht Werstein, Michael Williams, Ciruelo Cabral, Joe Dever, Francesco Falconi, Brian Froud, Wendy Froud, Robert Gould, Licia Troisi, Margaret Weis Mostre - "Iain McCaig, la linea dell'ombra e dell'immaginazione. - "Reiner Knizia_ Giochi con la "K" maiuscola - "Sprechen Sie Deutsch? … sai ciokare alla teteska!??! - "Il mito dal vivo. Arte fantastica, fantastico artigianato" | Ospiti Paolo D'Altan, Luisa Mattia, Gek Tessaro, Livio Sossi, Nadia Vittori, Cronaca di Topolinia, Elena Mirulla, Carlo Carzan, Simona e Cèline Meisser, Biblioteca Ragazzi Agorà, Raffaello Editrice, Alfredo Baroni Mostre - "Elena Mirulla: Crazy Tribe 2" - "I 200 anni di Garibaldi" - "Paolo D'Altan - I jeans di Garibaldi" | Ospiti Pegasus Fantasy, Poveri di Sodio, Nico Fidenco, Oliver Onions, Superobots, Emanuela Pacotto, La Mente di Tetsuya, Miwa ed i suoi Componenti |
| Slogan «Benvenuti sul pianeta Lucca!» Date Dal 30 ottobre al 2 novembre 2008 Ubicazione All'interno delle Mura di Lucca Manifesto disegnato da Leo Ortolani Visitatori 130.000 visitatori Collegamenti esterni Lucca Comics & Games 2008                                                | Ospiti John Romita Jr., Grzegorz Rosinski, Leo Ortolani, Jean Van Hamme, Steve Rude, Andrea Bruno, Silvia Ziche, Rick Veitch apologizes, Cyril Pedrosa, Yasuhiro Nightow, Carlo Lucarelli, Dario Argento, Kōta Hirano, François Boucq, Carlos Pacheco, Paco Roca, Gary Frank, Takashi Yoshiike, Massimo Carnevale, Miguelanxo Prado Mostre - "La pungente delicatezza di Silvia Ziche" - "Andrea Bruno: Diserzioni d'autore" - "Volto Nascosto/Jan Dix: Vite avventurose" - "Grzegorz Rosinski, il figlio delle stelle" - "Viaggi Senza Frontiere" - "Arte & Fumetto" - "Polski Komiks" - "François Boucq: Rêves, visions et bande dessinée" - "The Amazing John Romita Jr." | Ospiti Tracy Hickman, Christian T. Petersen, Mark Tedin, Riccardo Albini, Andrea Angiolino, Alessio Cavatore, Marco Alberto Donadoni, Laura Curtis Hickman, Anson Maddocks, Joe Nikisch, Ariel Olivetti, Matthew Parkes, Donato Altomare, Joe Dever, Larry Elmore, Massimo Mongai, Monte Moore, Ciruelo, Daniele Orizio, Paolo Parente, Lucio Parrillo, Luca Zontini Mostre - "Dungeon with Dragon" - "Mark Tedin, una magica guida lungo le linee della fantasia." - "Christian Petersen: Dal Videogioco al Gioco e ritorno" - "Italians do it better" - "Modding: Arte e Videogioco" - "Artigianato Ludico" | Ospiti Andrea Angiolino, Fuad Aziz, Alfredo Baroni, Stella Bellomo, Marcella Brancaforte, Saskia Menting, Valeria Conti, Cristina D'Avena, Simone Frasca, Marco Innocenti, Maria Pacini Fazzi editore, Studio Matitanera, Andrea Pasini, Graziano Barbaro, Jean-Pierre Dirick, Stefania Pravato, Mirko Revoyera, Filippo Fanò, Manuela Salvi, Francesca Cavallaro, Silvia Serreli, Daniel Valentin Simion, Liceo Artistico di Lucca Mostre - "Turandot, la principessa di ghiaccio" - "Principesse, Imperatori e Mandarini - La Turandot di Giacomo Puccini" - "Una Turandot spagnola" | Ospiti Arcadia Wind Orchestra, Miwa e i suoi Componenti, Gary Frank, Fratelli Los Angelis, Kartunia, Cartoni Animali, Poveri di Sodio, Luciano Ligabue, Cristina D'Avena, Nicoletta Boris, Boiler band, Gem Boy, Patrick Lumb, Vito Tommaso, Larry Vigon, Superobots |
| Slogan «L'evoluzione della specie» Date Dal 29 ottobre al 1º novembre 2009 Ubicazione All'interno delle Mura di Lucca Manifesto disegnato da Rick Berry e Phil Hale Visitatori 140.000 visitatori Collegamenti esterni Lucca Comics & Games 2009                                        | Ospiti Vittorio Giardino, Matt Kindt, Enrico Marini, Marco Corona, Max Bunker, Giorgio Rebuffi, Paco Roca, Akemi Takada, Milo Manara, Eddie Campbell, Goran Sudžuka, Yuji Shiozaki, Brett Weldele, Luis Royo, Charles Vess, Hermann Huppen, Nate Powell, Leo Ortolani, Ethan Van Sciver, Robert Venditti Mostre - "La metà seducente - I personaggi femminili nell'opera di Vittorio Giardino" - "CLAMP" - "Pugacioff" - "Super Spy" | Ospiti Michael J. Moorcock, Robert Gould, Donato Giancola, Bruno Faidutti, Monte Cook, Rick Berry, Phil Hale, Cosimo Lorenzo Pancini Mostre - "Berry&Hale: Parallel Evolution" - "Donato Giancola: Il Tempo dell'Arte" - "Robert Gould: Stalking the white wolf" - "Monte Cook: le regole le faccio Io" - "Bruno Faidutti: Il Ludopatico d'oltralpe" - "Soldatini da collezione" - "I tre moschettieri e l'arte Fantasy Italiana" | Ospiti Dario Albini, Associazione Culturale Il Gabbiano, Associazione Culturale Googol, Paolo Bacilieri, Davide Bertelli, Lido Contemori, Francesca Marina Costa, Il Dizionario dei Cartoni Animati, Andrej Dugin, Olga Dugina, Massimo Giacon, Daiana Lambardi, Stefano Misesti, Sandro Natalini, Giulio Peranzoni, Marilina Ricciardi, Andrea Valente, Marco Gervasio, Alessandra Vitelli, Elena Vesnaver Mostre - "Stelle Nascoste - Galileo e L'Universo" - "L'arte fiabesca di Andrej Dugin e Olga Dugina" - "Bianca Barrio: Beppe e la luna di formaggio" | Ospiti Gary Frank, Daniela Marcheschi, CarloVik, Fratelli Balestra, Douglas Meakin, Dave Sumner, Clara Serina, Yasutoshi Hosokawa, Cristina D'Avena, Giorgio Vanni, Rita Pelusio, Omar Fantini, Harvest, Cartoni Animali, Fratelli Los Angelis, Poveri Di Sodio |
| Slogan «Tutta un'altra musica» Date Dal 29 ottobre al 1º novembre 2010 Ubicazione All'interno delle Mura di Lucca Manifesto disegnato da Massimiliano Frezzato Visitatori 135.000 visitatori Collegamenti esterni Lucca Comics & Games 2010                                             | Ospiti Alfred, Mike Allred, Ausonia, Massimiliano Frezzato, Alessandro Baricco, Buff Monster, Gary Frank, Terry Moore, Scott Morse, JM Ken Niimura, David Proudhomme, Luis Royo, Ivan Reis, David Rubín, Etorouji Shiono, Bastien Vivès Mostre - "Adults Only: la rivoluzione Underground" - "Ausonia: Interni Immaginari" - "Blu incanto e rosso ironia - Le visioni di Massimiliano Frezzato" - "Gary Frank - L'uomo che disegna i giganti" - "Libano: Medio Oriente a Fumetti" - "RAR - Risate Anti Razziste" - "Maestro di Spade: il fantasy medievale di Etorouji Shiono" | Ospiti Terry Brooks, James Gurney, Steve Perrin, Chris Ayers, Mandy, Christopher Shy, Allan Carrasco, Kieran Yanner, Joshua Newman, Joe J. Prince, Jason Morningstar, George Cotronis, Ivan Cavini, Bruno Faidutti, Leo Colovini, Lucio Parrillo, Luca Zontini, Dany Orizio Mostre - "Journey into the Gurney" - "Behind the Brotherhood" - "Mandy: Semeur de Mirages" - "Steve Perrin: Alle radici del Gioco di Ruolo" - "Allan Carrasco “Peinture de Figurines”" | Mostre - "Narrare per immagini: le illustrazioni di Gianni De Conno" - "Daiana Lambardi: ABCi giochiamo?" - "UN GIORNO DA CAMPIONI! Sport di ieri, oggi e domani" - "Il gioco delle ombre - Sculture luminodinamiche di Angelo Paparcuri" | Ospiti 20th Century Band, Cartoni in Faccia, Enzo Draghi, Freeway, Giorgio Vanni, Harvest I Maggiori, La Mente di Tetsuya, Orchestra Bailam, D.A.P., Comaneci, The Thomas, Tre Allegri Ragazzi Morti, Yattaband, Yasutoshi Hosokawa |
| Slogan «Il ritorno della grande avventura» Date Dal 28 ottobre al 1º novembre 2011 Ubicazione All'interno delle Mura di Lucca Manifesto disegnato da Don Maitz Visitatori 155.000 visitatori Collegamenti esterni Lucca Comics & Games 2011                                             | Ospiti Juan Díaz Canales, Massimo Carnevale, Manuele Fior, Sarah Glidden, Juanjo Guarnido, David Lloyd, Miguel Ángel Martín, Davide Reviati, Shin'ichi Sakamoto, Silver, Jeff Smith, Yōichi Takahashi, Jirō Taniguchi, Craig Thompson, Mari Yamazaki Mostre - "Fior e Reviati, tra Distanze e Ricordi" - "V come Vendetta - La Rivoluzione in bianco & nero" - "Felino Noir - Blacksad, il colore al servizio della storia" - "Emilio Salgari fra letteratura, illustrazione e fumetto" - "Jirō Taniguchi, l'uomo che racconta" - "Sketches Snatched - Il cinema strappato di Massimo Carnevale" | Ospiti Paolo Barbieri, Herbie Brennan, Sandy Petersen, Scott Farrar, Marco Pontecorvo, Dirk Benedict, Valentin Zak, Licia Troisi, Wayne Reynolds, Andrea Cremer, Robert Bohl, Francesco Falconi, Larry Elmore, Janny Wurts, Sergio Valzania, Don Maitz, Vincent Baker, Meguey Baker, Wu Ming 4 Mostre - "Paolo Barbieri: Le Favole di un Illustratore" - "Call of Cthulhu XXX anniversario" - "Wayne Reynolds: Nei sentieri di un artista" - "Oddworld" | Ospiti Armando Traverso, Carll Cneut, Luca Caimmi, Simona Bassano Da Tufillo, Paolo D'Altan, Simone Frasca, Otto Gabos, Pier Luigi Gaspa, Donatella Puliga, Andrea Rauch, Giulia Sagramola, Andrea Santonastaso, Giorgio Sommacal, Daniel Valentin Simion, Livio Sossi, Tuono Pettinato Mostre - "Carll Cneut: Ritratto d'Illustratore" - "Sulle Rotte dell'Avventura. In viaggio con il Capitano Emilio Salgari" - "Paolo D'Altan illustratore di sogni" | Ospiti Fantazampa, Cristina D'Avena, Giorgio Vanni, A Cappella Swingers, Luigi Albertelli, AUN-J Classic Orchestra, Luigi Lopez, MIWA e i Suoi Componenti, Superobots, Silvio Pozzoli, I Sacchi di Sabbia, Vince Tempera, Elisabetta Viviani, Yasutoshi Hosokawa, Pinky Doodle Poodle, Tokyo Dolores, ST.WWR, Japanation, Banana Split, Uatà, Flotta di Vega, Seven Nippon, Cartoni Animali, Cartoni in Faccia, Poveri di Sodio, La Famosa Squadra G, Yattaband, Clara Serina, Douglas Meakin, Shin Bishoonen. |
| Slogan «Mettetevi comodi... comincia lo spettacolo» Date Dal 1° al 4 novembre 2012 Ubicazione All'interno delle Mura di Lucca Manifesto disegnato da Sara Pichelli e Laura Zuccheri Collegamenti esterni Lucca Comics & Games 2012 Visitatori 213.000 visitatori                        | Ospiti Takeshi Obata, Enrique Breccia, Sara Pichelli, Laura Zuccheri, Geoff Johns, Jim Lee, Sakae Esuno, Kevin O'Neill, Frazer Irving, Gary Frank, Lee Bermejo, Tyler Kirkham, Goran Sudžuka, Barbara Canepa, Anna Merli, Barbara Stok, Sam Peeters, Bart Nijstad, Jeroen Funke, Tim Enthoven, Milan Hulsing, Dace Sietina, Takeo Fujita, Takeshi Miyagawa, Mauro Padovani, Pino Rinaldi, Antonio Altarriba, Kim Altarriba, Laura Scarpa, Claudio Villa, Elena Pianta, Luca Enoch, Claudio Stassi, Alberto Pagliaro, Giorgio Cavazzano, Emanuele Tenderini, Akihisa Ikeda, Keiko Ichiguchi, Milo Manara, Tanino Liberatore, L'antitempo, Guillaume Bianco, Antonello Dalena, Tuono Pettinato, Mino Milani, Giancarlo Alessandrini, Aldo Di Gennaro, Enzo D'Alò, Lorenzo Mattotti, Maricla Affatato, Leo Ortolani Mostre - "Enrique Breccia - Esploratore dell'immaginario" - "Marvelous Divas! La strepitosa arte di Sara Pichelli e Laura Zuccheri" - "Il Corriere dei Ragazzi - Breve vita felice di un settimanale irripetibile" - "David LaChapelle" - "The Japonism Le opere di Naoya Yamaguchi, il fotografo delle star giapponesi" - "Cyril Pedrosa: Legàmi" - "Cinquant’anni vissuti diabolikamente"/"DK: altro da Diabolik" - "Peccato! – Uno sguardo dall’Olanda" Mostra dedicata agli autori olandesi Barbara Stok, Sam Peeters, Bart Nijstad, Jeroen Funke, Tim Enthoven, Milan Hulsing e Dace Sietina. - "Yoshihiro Tatsumi – Alle origini del gekiga" - "Out of Somalia" | Ospiti Christopher Paolini, Jason Bulmahn, Chris Ayers, Greg Staples, Francesco Berardi, Paolo Mori, Emiliano Sciarra, Alessandro Zucchini, Ron Edwards, Sandro Acerbo, Daniele Giuliani, Riccardo Rossi, Edoardo Stoppacciaro, Letizia Ciampa, Pierdomenico Baccalario, Carlo Pagetti, Sergio Fanucci, James Patterson, Lucio Parrillo, Luca Zontini, Lucia Mattioli, Dany Orizio, Monte Moore, Raphael Lacoste, Lena Valenti, Silver, Jamie Delano, Davide De Cubellis, Valerio Massimo Manfredi, Victoria Álvarez, Licia Troisi, Paolo Barbieri, Dorotea De Spirito, Francesco Falconi, Leonardo Patrignani, Silvia Sacco Stevanella, Silvana De Mari, Mark Menozzi, Teo Benedetti Mostre - "The Ayers' Zoo" - Poker d'assi" (Berardi, Mori, Sciarra e Zucchini) - "Middle Art: Greisinger Middle Earth Collection - "Bang! 10 Anni" - "I sentieri fantastici di Pathfinder" | Ospiti Rébecca Dautremer, Livio Sossi, Paolo D'Altan, Luca Montagliani, Brunella Baldi, Sofia Gallo, Riccardo Massagli, Pino Pace, Carlo Carzan, Sonia Scalco, Carolina Capria, Mariella Martucci, Miriam Dubini, Lara Albanese, Sualzo, Daniel Valentin Simion, Mariagrazia Petrino, Giuseppina Diamanti, Mostre - "Mes petits papiers le meraviglie illustrate di Rébecca Dautremer" - "Mondi alternativi Risposte d'artista alla Terra che cambia…o sparisce!" | Ospiti Dollaro d’Onore Western Orchestra, Katzoni Animati, Omar Fantini, Raffaele D’Ambrosio, Paolo Casiraghi, Poveri di Sodio, K-ble Jungle, Raggi Fotonici, Giorgio Vanni, Banana Split, 10 Feet, Le Mele Verdi, Mitzi Amoroso, La Mente di Tetsuya, Za Goninbayashi, Gemboy, Hachioji P., MAY'S, Melody Castellari, Miwa e i suoi componenti, La Dama e L'Unicorno, Libero Coro Bonamici, Emanuela Pacotto |
| Lucca Comics & Games 2013 Slogan «Questione di stile» Date Dal 31 ottobre al 3 novembre 2013 Ubicazione All'interno delle Mura di Lucca Manifesto disegnato dal collettivo Riot Games Collegamenti esterni Lucca Comics and Games 2013 Visitatori 217.646 visitatori                    | Ospiti Terry Moore, Hermann Huppen, Guy Delisle, Leo Ortolani, Inio Asano, Yoshiyasu Tamura, Giulio De Vita, Kengo Hanazawa, Miki Yoshikawa, Cédric Villani, Naoya Yamaguchi, Didier Conrad, Jean-Yves Ferri, Miguel Ángel Martín, Rutu Modan, Giulio Macaione, Julie Maroh, Jan Caberlotto, Paolo Cossi, Enrique Fernández, Nicolas Keramidas, David Lloyd, Abhishek Singh, Tebò, Simon Tofield Artist Alley Luca Bertelè, Francesco Biagini, Paolo Bisi, Giuseppe Cafaro, Eleonora Carlini, Elena Casagrande, Leonardo Colapietro, Matteo Cremona, Andrea Del Campo, Eleonora Dea Nanni, Alessandro Fusari, Enrico Galli, Fabrizio Galliccia, Nicola Genzianella, Davide Gianfelice, Gianluca Gugliotta, Claudia Iannicello, Stefano Landini, Mauro Laurenti, Luca Maresca, Paolo Pantalena, Ignazio Piacenti, Sara Pichelli, Pasquale Qualano, Paola Ramella, Fabrizio Russo, Marco Santucci, Walter Trono Mostre - "Dress Code" - "Hermann, un maestro dal Belgio" - "Sulle tracce di Guy Delisle - "Giulio De Vita, un italiano alla corte di Thorgal" - "L'arte di Yoshiyasu Tamura" - "Women's Power - Terry Moore e le sue donne invincibili" - "Ferragamo: Moda a fumetti – La nascita di un sogno" - "Ferragamo: Moda a fumetti – Comicsjam" - "Gunpla Story" | Ospiti Andrzej Sapkowski, Eric M.Lang, Bruce Heard, Rob Alexander, Steve Argyle, Jason Felix, Mario Barbati, Jonathan Carroll, Stephen Silver, Francesco Vairano, Fabrizio Vidale, Fabrizio Pucci, Edoardo Stoppacciaro, Marco Soresina, Valerio Massimo Manfredi, Licia Troisi, Roberto Arduini, Claudio Testi, Francesco Dimitri, Ivan Venturi, Wu Ming 4, Luca Enoch, Stefano Vietti, Luca Franchini, Michele Posa, Cosimo Lorenzo Pancini, Simone Massoni, Giampaolo Frizzi, Linda Cavallini, Dany Orizio, Lucio Parrillo, Paolo Barbieri, Marie Cardouat, Luca Strati, Ignazio Piacenti, Lucia Mattioli, Stephen Silver, Melissa Spandri, Andrew Silver, Adam Murguia, Joshua Brian Smith, Simone Massoni, Maurizio Manzieri, Elisabetta Giulivi, Veronica Burichetti, Luca Zontini, Silvia Cucchi, Valeria De Caterini, No Curves, Ignazio Piacenti, Giampaolo Frizzi, Ilaria Falorsi, Ilaria Facchi, Marco Bianchini, Maurizio Manzieri, Barbara Baraldi, Francesco Falconi, Leonardo Patrignani, Yoot Saito, Vanni Santoni HG, Emma Romero, Elisa Amore, Luca Tarenzi, Emanuela Pacotto, Gisella Laterza, Francesco Gungui, Immanuel Casto, Giovanni Bosio Mostre - "Bruce Heard: il giro del mondo in 36 livelli" - "Dragonero: dall'Erondar a Lucca" - "Stephan Martinière: L'immaginazione senza confini" | Ospiti Beatrice Alemagna, Paolo D'Altan, Livio Sossi, Teo Benedetti, Sandro Natalini, Fabrizio Altieri, Marco Simoni, Maurizio Biagioni, Raimondo Della Calce, Erika De Pieri, Francesco Filippi, Luca Montagliani, Simone Dini Gandini, Sandro Natalini, Beatriz Bermudez Parrado, Della Passarelli, Andrea Pau, Mariagrazia Petrino, Rita Petruccioli, Francesco Filippi, Beatriz Bermudez Parrado, Rita Petruccioli, Cecilia Randall, Teresa Porcella, Lucia Vaccarino, Ivan Ricci, Massimo Mattarelli Mostre - "Beatrice Alemagna, illustr-autrice" - "Mura Maestre. Viaggio illustrato tra muri, pareti e confini" | Ospiti Andrea Agresti, Clara Serina, .db. day’s band, Alberto Tadini, Enzo Polito, Mauro Goldsand, Giampi Daldello, Maura e Manuela Cenciarelli, Douglas Meakin, Fabrizio Mazzotta, Enzo Polito, Raggi Fotonici, Shin Bishoonen, Davide Piaggio, Alex Bellondi, Andrea Orbolo, Miwa e i suoi componenti, Final Fantasy Italian Project, Al Vin Superstar, Giorgio Vanni e i figli di Goku, Cristina D'Avena, Gem Boy, Daniele Silvestri, Alberto Olivero, Gianluca "Scintilla" Fubelli, Omar Fantini, Paolo Casiraghi, Banana Split, Freeway, Notevolmente, Yattaband, Piccola Orchestra Animata, Cartoni in faccia, Ufo Rock Band Tokyo Dolores, K-Ble Jungle, Mika Kobayashi, Kengishū Kamui, Chronos, Master K, Dorian Gray & Paolo Bacilieri, Maurizio Merluzzo, Blue Klein - The Jazz Travelling Band, The Soul Men - BB Band, Libero Coro Bonamici, Veronica Niccolai |
| Lucca Comics & Games 2014 Slogan «Revolution!» Date Dal 30 ottobre al 2 novembre 2014 Ubicazione All'interno delle Mura di Lucca Manifesto disegnato da Gabriele Dell'Otto Collegamenti esterni Lucca Comics and Games 2014 Visitatori 240.000 visitatori                               | Ospiti Paolo Bacilieri, Baru, Bigio, Boichi, Léonie Bischoff, Joan Cornellà, Gabriele Dell'Otto, Chloé Cruchaudet, Robert Crumb, Don Alemanno, Mike Deodato Jr., Lorenza Di Sepio, Masakazu Katsura, Igort, Masasumi Kakizaki, Nob, Graziano e Massimiliano Lanzidei, Rutu Modan, David Petersen, Fumio Obata, Bryan Lee O'Malley, Santipérez, Tuono Pettinato, Mirka Ruggeri, Sio, Gilbert Shelton, Silver, Bart Torres, Fiona Staples, Cameron Stewart, Vanna Vinci, Brian K. Vaughan, Angela Vianello, Zerocalcare Mostre | Ospiti Mostre | Ospiti Mostre | Ospiti K-ble Jungle |
| Lucca Comics & Games 2015 Slogan «Si, viaggiare» Date Dal 29 ottobre al 1º novembre 2015 Ubicazione All'interno delle Mura di Lucca Manifesto disegnato da Karl Kopinski Collegamenti esterni Lucca Comics & Games 2015 Visitatori 220.000 visitatori paganti 420.000 visitatori totali | Ospiti Mostre | Ospiti Mostre | Ospiti Mostre | Ospiti |
| Lucca Comics & Games 2016 Slogan «Gold» Date Dal 28 ottobre al 1º novembre 2016 Ubicazione All'interno delle Mura di Lucca Manifesto disegnato da ZeroCalcare Collegamenti esterni Lucca Comics & Games 2016 Visitatori 271.000 visitatori paganti 500.000 visitatori totali            | Ospiti Mostre | Ospiti Steve Argyle, Tom e Tony Bancroft, Paolo Barbieri, Antoine Bauza, Terry Brooks, Ciruelo Cabral, Marco Canetta e Stefania Niccolini, Alessio Cavatore, David "Zeb" Cook, Silvana De Mari, Virginia de Winter, Tony DiTerlizzi, Marko Djurdjevic, Larry Elmore, Jason Engle, Steven Erikson, Edvige Faini, Gilbert Gallo, J-Ax, Kelvin, Joshua Khan, Karl Kopinski, Angelo Montanini, Monte Michael Moore, No Curves, Dany Orizio, Lucio Parrillo, Lavinia Petti, Alessandro Polito e Laura Pederzoli, Angelo Porazzi, Helios Pu, Teresa Radice, Cecilia Randall, Philip Reeve, Luis Royo, Bandon Sanderson, Emiliano Sciarra, Marina Sirtis, Marco e Sara Tardelli, Licia Troisi, Andrés J. Voicu Mostre - "Never abandon imagination" - "Degenesis: Sacrifica ogni cosa!" - "Zagor - Odissea americana" - "Lords of the ring" | Ospiti Rosa Tiziana Bruno, Davide Calì, Christian Canovi e Maurizio Roggerone, Benjamin Chaud, Francesco Filippi, Otto Gabos, Giuseppe Guida, Roberto Lauciello, Andrea Mancini, Riccardo Massagli, Roger Olmos, Emanuela Pacotto, Teresa Porcella, Cristina Portolano, Fabrizio Silei, Mauro Speraggi, Sabrina Stefanini, Luca Usai, Lina Vergara Mostre - "Luoghi molto affollati. Tra le pagine di Benjami Chaud" - "Giochi di luce. Sculture luminodinamiche di Angelo Papacuri" - "Cosimo" - "Dieci, come..." | Ospiti |
| Lucca Comics & Games 2017 Slogan «Heroes» Date Dal 1º al 5 novembre 2017 Ubicazione All'interno delle Mura di Lucca Manifesto disegnato da Michael Whelan Collegamenti esterni Lucca Comics & Games 2017 Visitatori 243.322 visitatori paganti 447.000 visitatori unici totali          | Ospiti Mostre - "Intesa Sanpaolo e Lucca Comics & Games" - "Naturalmente cartoon: L'eleganza e il dinamismo della narrazione di Federico Bertolucci" - "Sio nel Circolo Polare Artico" - "Taiyo Matsumoto: Love is all you need" - "Igort: Racconti vagabondi" - "Raina Telgemeier: Dallo straordinario punto di vista degli adolescenti" | Ospiti Andrea Angiolino, Paul Bonner, Allan-Diego Carrasco, Immanuel Casto, Andrea Chiarvesio, Paul Czege, Ron Edwards, Mark Gibbons, Pietro Guermandi, Karl Kopinski, John Kovalic, Eric M. Lang, Ryan Laukat, Matt Leacock, Ian Livingstone, Henning Ludvigsen, Patrick Masson, Mike McVey, Francesco Nepitello, Douglas Niles, Adrian Smith, Marco Valtriani, Romain van den Bogaert Mostre - "Gormiti, che miti!" | Ospiti Luca Bellini & Luca Borsa, Lelio Bonaccorso, Robert "Robenanne" Bontebal, Carlo Carzan e Sonia Scalco, Giuseppe Cesaro, Valerio Chiola, Marzia Corraini, Paolo D'Altan, Alessio De Santa, Benedetta Frezzotti, Giuseppe Guida, Paolo Mottura, Arianna Papini, Giacomo Pucci, Marco Rizzo, Flavio Rosati, Silvio Rossi, Silvana Sola Mostre - "Arianna Papini: L'importanza di dire le cose" - "Rose nell'insalata: Omaggio a Bruno Munari" | Ospiti Coro Arcobaleno, Cristina D'Avena, K-Ble Jungle, Franco Fasano, Omar Fantini, Leonardo Fiaschi & D&B Day's Band, Gem Boy, Ghali, Il Velivolo Ghibli, Azumi Inoue & Yuyu, Kill Me Licia, Le Stelle di Hokuto, Maestro Stefano Petrini, Massimo Luca, Morrigan, Miwa e i Suoi Componenti, Oliver Onions, Poveri di Sodio, Slugger Punch & Himitsudance, Gianluca "Scintilla" Fubelli, Stefano Bersola con Luigi Lopez, Pietro Ubaldi e Maurizio Merluzzo, Takarabune, Urushi, Zeth Castle |
| Lucca Comics & Games 2018 Slogan «Made in Italy» Date Dal 31 ottobre al 4 novembre 2018 Ubicazione All'interno delle Mura di Lucca Manifesto disegnato da LRNZ Collegamenti esterni Lucca Comics & Games 2018 Visitatori 251.084 visitatori paganti                                     | Ospiti Arthur Adams, Neal Adams, Francesco Artibani, Mirka Andolfo, Ausonia, Brian Azzarello, Carlos Barocelli, Joe Benitez, Simone Bianchi, Lelio Bonaccorso, Mauro Boselli, Jacopo Camagni e Marco B. Bucci, Thomas Campi, C.B. Cebuslki, Joyce Chin, Marco Checchetto, Sean Chuang, Liz Climo, Sara Colaone, Marco Corona, Ruggero Deodato, Werther dell'Edera, Nick Drnaso, Gianni Fantoni, Charles "Chuck" Forsman, Isaak Friedl e Oscarito, David Genchi, Massimo Giacon, Vittorio Giardino, Gipi, Trevor Hairsine, Faith Erin Hicks, Hurricane, Mikio Ikemoto, Marcello Iori, Junji Itō, Victoria Jamieson, Shintarō Kago, Robert Kirkman, Lu Kunwu, David Lopez, LRNZ, Leiji Matsumoto, Dave McKean, Dario Moccia, Jérémie Moreau, Jean-David Morvan, José Muñoz, JM Ken Niimura, James O'Barr e Chiara Bautista, Leo Ortolani, Ryan Ottley, Dan Panosian, The Parade, Pera Comics, Alessandra Patanè, Rita Petruccioli, Marco Rizzo, Alonso Rojas, Paco Roca, Declan Shalvey, Jason Shiga, Walter e Louise Simonson, Gradimir Smudja, Samuel Spano, Spugna, Marco Taddei e Simone Angelini, Emanuele Taglietti, Adam Tempesta, Davide Toffolo, Ronan Toulhoat, Tuono Pettinato, Una, Elena Vitagliano, Tommaso Vitiello e Marco Itri, Cory Walker, Skottie Young, Elena Zanzi e Federica Di Meo, Zerocalcare Mostre - "Tex experience" - "The art of racing" - "Dampyr @rt Lucca" - "Simone Bianchi: Marvel masterpieces" - "Neal Adams: Il lato oscuro del fumetto" - "Leiji Matsumoto: Sensei dallo spazio" - "Junji Itō: La spirale della mente, l'inferno della carne" - "Jérémie Moreau: Movimento costante" - "LRNZ: La visione rinascimentale di un artista contemporaneo" - "Sara Colaone: Nel segno di Leda" | Ospiti Andrea Angiolino, Paul Bonner, Allan-Diego Carrasco, Immanuel Casto, Andrea Chiarvesio, Paul Czege, Ron Edwards, Mark Gibbons, Pietro Guermandi, Karl Kopinski, John Kovalic, Eric M. Lang, Ryan Laukat, Matt Leacock, Ian Livingstone, Henning Ludvigsen, Patrick Masson, Mike McVey, Francesco Nepitello, Douglas Niles, Adrian Smith, Marco Valtriani, Romain van den Bogaert Mostre - "Paul Bonner: Out in the dark forest" - "Dampyr @rt Lucca" | Ospiti Daniele Aristarco, Francesco Artibani, Pierdomenico Baccalario, Marta Baroni, Alessia Canducci, Barbara Cantini, Candia Castellani, Katja Centomo, Alessandro Coppola, Paola Caterina d'Arienzo, Alessio De Santa, Carlotta Dicataldo, Adrian Fartade, Chiara Francia, Benedetta Frezzotti, Gud, Victoria Jamieson, Karicola, Davide La Rosa, Benjamin Lacombe, Maicol & Mirco, Alessandra Manfredi, Fiore Manni, Alessandro Manzella, Davide Morosinotto, Daniele Nicastro, Sergio Olivotti, Roger Olmos, Emanuela Pacotto, Andrea Pau, Luca Perri, Tuono Pettinato, Giulia Pintus, Marco Rizzo, Lorenzo Rulfo, Guido Sgardoli, Annalisa Strada, Iginio Straffi, Tauro Mostre - "Winx: 15 years of magix" - "Oltre gli spazi inesplorati. Sulle tracce di Jules Verne" - "Benjamin Lacombe: La metamorfosi e la scoperta" | Ospiti Stefano Bersola, Capsule Corp, Daniele Celona, Ruggero de I Timidi, Dj Shiru, Enzo Draghi, Gué Pequeno, Il Libro del Comando, Lacuna Coil, Le Stelle di Hokuto, Lucia La Rezza, Lo Stato Sociale, Motta, Nanowar of Steel, Radioanimati on Stage, Real Marvel Super Heroes, Wind Rose, Seguridad Social, Shari, Alvin Star, Un Viaggio d'Anime, What a Funk?!, Zeth Castle |

## Numero di visitatori
L'edizione 1993, la prima come "Lucca Comics", ebbe poco meno di 30000 presenze, considerate per allora un vero e proprio record.
Le edizioni del 1999, primaverile e autunnale, le ultime gestite dall'ente Garnier, ebbero rispettivamente circa 30000 e 36000 presenze.
L'edizione 2000, la prima a tornare annuale dopo la semestralità degli anni 1990, della durata di 5 giorni, è stata visitata da circa 37000 presenze, di cui 23000 nel week end che apriva le prime due giornate di fiera.

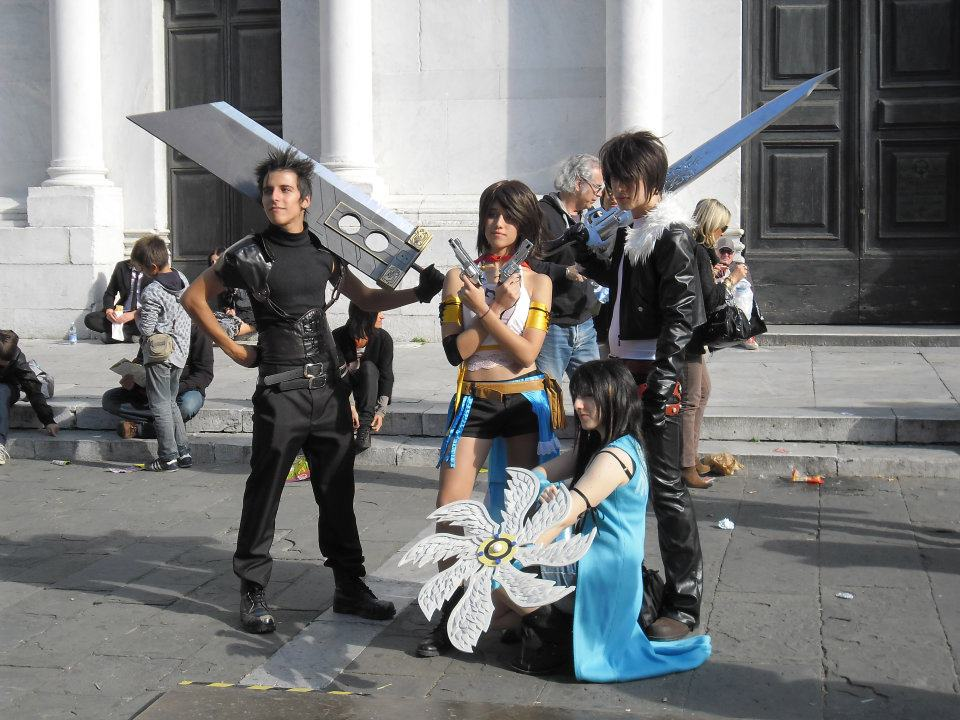
Cosplayer di Final Fantasy a Lucca Comics 2011

È stato calcolato che durante l'edizione del 2011 siano stati venduti 155000 biglietti, con un picco di 50000 visitatori nella sola giornata di domenica 30 ottobre, e generato introiti per la città per circa 24 milioni di euro.
L'edizione del 2012 ha battuto il record raggiunto il precedente anno, registrando la vendita di 182217 biglietti (considerando gli abbonamenti validi più giorni come biglietti separati), che porterebbero le presenze in fiera, conteggiando anche i 7727 pass a disposizione dello staff e degli espositori, a 212217 visitatori, con un picco di circa 56000 visitatori per la giornata di sabato 3 novembre.
Tali record sono stati ancora superati dall'edizione del 2013 che ha venduto 217646 biglietti (incluse le presenze giornaliere degli abbonamenti), con picchi di oltre 70 000 presenze nelle giornate di venerdì 1 e sabato 2 novembre, e se si conteggiano gli accrediti si raggiungono le 264454 presenze totali. Inoltre sempre nel 2013 l'organizzazione ha stimato una presenza totale, compresi i non paganti che hanno visitato le mostre e partecipato agli eventi gratuiti, di 380000 visitatori.
L'edizione 2014, svolta dal 30 ottobre al 2 novembre, ha avuto circa 240000 presenze paganti, (centomila solo il sabato); 26 le aree del centro storico coinvolte; oltre 700 gli stand; 500 gli eventi principali realizzati nella manifestazione; 152500 “like” su Facebook; 1500 gli iscritti alle sfilate del Cosplay.
Nell'edizione 2015 i biglietti staccati sono stati 220000 (400000 le presenze complessive stimate), in leggera flessione rispetto all'anno precedente, anche in virtù della nuova politica di contingentamento dei biglietti giornalieri limitati a 80000.
Nel 2016 il record viene di nuovo superato grazie ai 270000 biglietti venduti e agli oltre 500000 visitatori stimati nei 5 giorni. inoltre il 30 ottobre viene raggiunto il tetto limite di 80000 biglietti giornalieri vendibili.
Nel 2017 il numero di visitatori paganti conobbe un calo rispetto all'anno precedente, scendendo a poco più di 240000, per poi risalire nel 2018 a 251000 e sfiorare il record nel 2019 con 270000 biglietti venduti. Nel 2021, dopo l'avvento della Pandemia di COVID-19 e il conseguente annullamento dell'edizione del 2020, l'edizione annuale ha accolto 90000 visitatori, numero massimo dei biglietti possibile durante l'emergenza pandemica ancora in corso.
Dall'edizione 2022 il numero massimo di ospiti è stato ripristinato a 375000. Proprio in questa edizione viene battuto il record di biglietti emessi del 2016, già con le sole prevendite a 10 giorni dall'inizio della manifestazione: il numero definitivo di visitatori paganti si attesterà a oltre 300000, con tre delle cinque date sold out. Il dato all'ultima giornata è stato infine di 320000 biglietti venduti . L'edizione 2023 ha totalizzato invece 314220 biglietti venduti, mentre quella del 2024 oltre 275.000

## Lucca Comics Awards

### Edizione 2022
La giuria è composta da Dario Dino-Guida, i giornalisti Bruno Luverà, Mara  Famularo, gli autori Werther Dell'Edera e Miguel Vila.
- Premio Gran Guinigi per la miglior raccolta o storia breve: Gli Incubi di Kafka di Peter Kuper (Tunuè).
- Miglior serie: Cosma & Mito di Nicola Zurlo e Vincenzo Filosa (Coconino Press).
- Miglior Disegno: Gaelle Geniller per Le Jardin ,Paris (Star Comics).
- Miglior Sceneggiatura: R.Kikuo Johnson per Nessun Altro (Coconino Press).
- Miglior autore esordiente: Giorgia Kelley per Strange Rage (Rizzoli Lizard).
- Fumetto dell'anno: The Hellbound di Yeon Sang-Ho e Choi Kyu-sok (Panini Comics).
- Autore dell'anno: Paco Roca per Ritorno all'Eden (Tunuè).

## Critiche
La fiera è stata talvolta oggetto di critiche per varie motivazioni nel corso degli anni e nel 2024, proprio durante i giorni dell'evento, è comparsa la scritta "Boycot Lucca Comics" ("Boicotta Lucca Comics") sul muro della stazione ferroviaria cittadina. 

### Problemi organizzativi
- Un articolo uscito nel 2023 su Il Post sosteneva che, a causa della grande crescita della manifestazione nel corso degli anni, le infrastrutture di Lucca fossero ormai insufficienti per gestire un simile picco di presenze, che i fenomeni speculativi avessero raggiunto dimensioni critiche, specialmente sugli affitti brevi, che l'esperienza dei visitatori non fosse più piacevole a causa del sovraffollamento e che l'impatto sulla comunità locale fosse ormai a livelli insostenibili[131].

- Anche il nuovo sistema di prenotazione dei firmacopie e altri eventi interni alla manifestazione, inaugurato nel 2023, è stato oggetto di critiche per non aver saputo impedire episodi di bagarinaggio[132]. Gli stessi problemi risultavano ancora non risolti nell'edizione 2024, e inoltre sono stati segnalati frequenti crash dei portali di prenotazione[133].

- L'edizione del 2023 è stata confermata nelle date originarie nonostante una pesante allerta meteo in Toscana, suscitando molte critiche, tra le quali quelle di Iacopo Melio[134].
- I disagi alla cittadinanza causati dalla gestione dei parcheggi per i residenti nel corso della manifestazione e dalla "sosta selvaggia" da parte di alcuni visitatori sono stati spesso oggetto di critiche[135][136].

### Polemiche legate a patrocini e sponsor
- L'edizione 2023, che si svolse mentre era in corso il conflitto Gaza-Israele, ricevette il patrocinio dell'ambasciata israeliana, cosa che suscitò polemiche[137]. A causa di tale patrocinio, Zerocalcare annullò la propria partecipazione all'evento[138], riassumendo in seguito le sue posizioni anche su un fumetto pubblicato su Internazionale[139]. L'annuncio di Zerocalcare ebbe grande eco mediatica e causò polemiche tra sostenitori e critici[140]. Dopo la sua, seguirono altre defezioni, tra le quali: Fumettibrutti, Gli Ultimi, Giancane, La biblioteca di Dafne, Alessio Spataro, Amnesty International e CGIL[141][142]. Altri ospiti, tra i quali Leo Ortolani[143] e Maicol & Mirco[144], manifestarono dissenso verso il patrocinio, pur confermando la loro partecipazione al festival. Gli organizzatori della manifestazione risposero che il patrocinio era motivato dalla partecipazione degli artisti israeliani Asaf Hanuka e Toner Hanuka, autori del manifesto 2023, e che era stato deciso a giugno, prima dell'inizio delle ostilità[145]. Tuttavia, a seguito delle polemiche legate al patrocinio israeliano, anche gli stessi Asaf e Toner Hanuka annullarono la loro partecipazione al Lucca Comics[146] e gli organizzatori aumentarono le misure di sicurezza contro eventuali atti dimostrativi[147]. Durante l'evento ci fu una manifestazione di protesta a Lucca[148].
- Sempre nel 2023, si registrarono anche le proteste dell'associazione No Cav Apuane Libere per la presenza tra gli sponsor e gli espositori di un'azienda che realizza profumi con polvere di marmo[149][150].

### Paghe del personale
- Nel 2019 ebbe luogo una manifestazione di protesta del personale impiegato nella manifestazione contro le paghe orarie, giudicate troppo basse[151][152], proteste rinnovate nel 2022[153].

- Nel 2023, la compagnia responsabile per la sicurezza, Winch, ha annunciato di aver aumentato la paga, oltre la paga minima richiesta, fino a 7 euro l'ora[154]. La sezione locale di Potere al Popolo! ha fatto notare che la paga, di 6,49 € l'ora, era ancora molto bassa per le ore richieste, e ha proposto un aumento fino a 10 € l'ora[155].

### Costo e ricadute economiche
- Un'altra critica mossa alla manifestazione è quella dei costi eccessivamente alti, sia per i visitatori che per gli espositori[156].

- Infine, secondo Rifondazione Comunista e Giovani Comunisti il cospicuo giro d'affari del Lucca Comics  arricchirebbe la città ma solamente un numero ristretto di persone, mentre i disagi ricadrebbero sulla cittadinanza, e inoltre contribuirebbe ad aggravare il fenomeno dell'iperturismo a Lucca[157].